# Sobór nicejski I

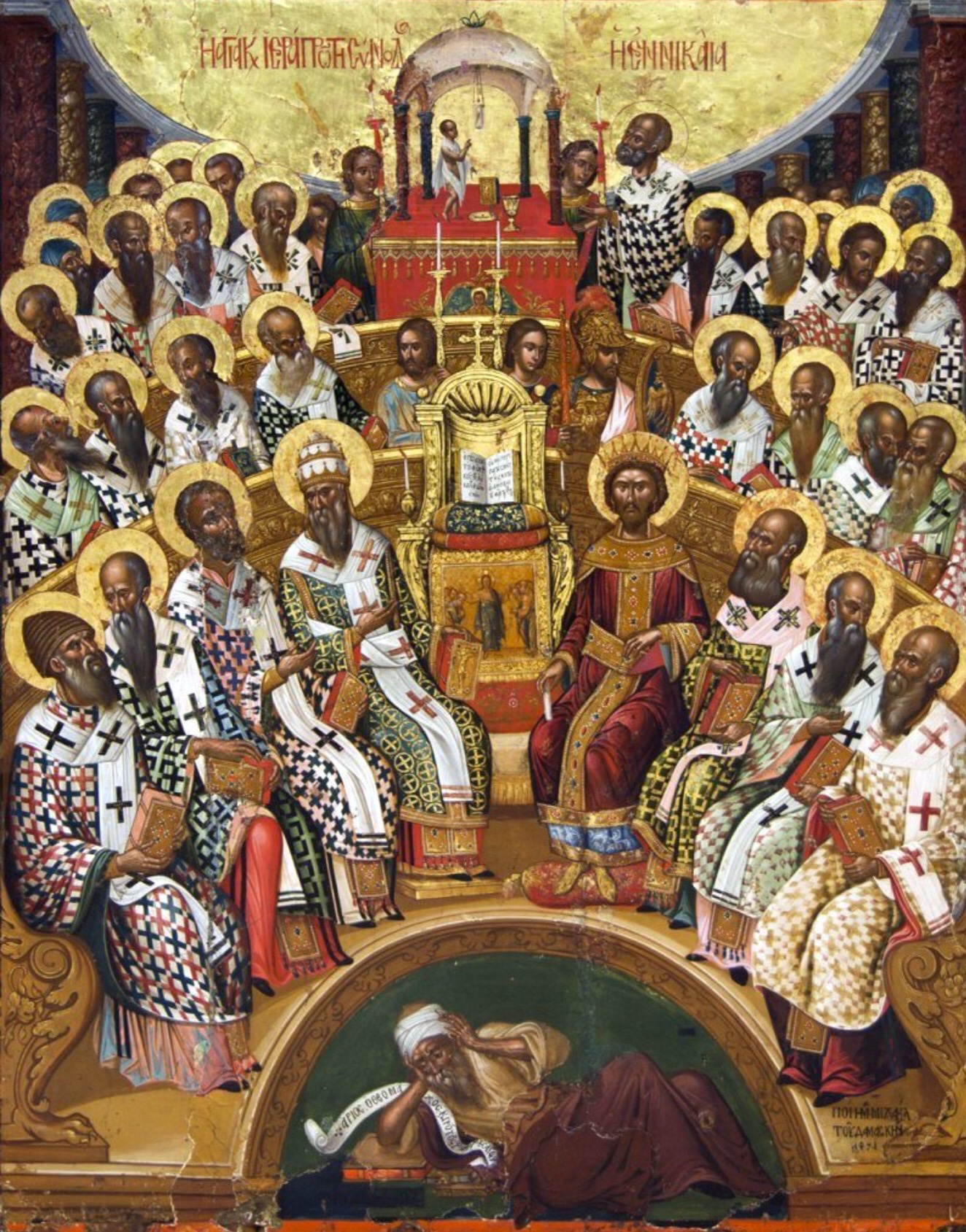
Sobór nicejski. Ikona Michael Damaskinos z XVI wieku. Wykonana dla klasztor Wrontisi na Krecie. Przechowywana w muzeum w Heraklionie

Sobór nicejski I – zgromadzenie biskupów chrześcijańskich Cesarstwa Rzymskiego zwołane przez cesarza Konstantyna do Nicei w Bitynii, trwające od 19 do 25 lipca 325 roku.
Zgromadzenie to zostało uznane na soborze efeskim w 431 roku za pierwszy sobór powszechny. Jest uważane za sobór przez Kościoły katolickie, prawosławne, przedefeskie, przedchalcedońskie i protestanckie. Światowa Rada Kościołów stwierdziła w 1948 roku, że termin chrześcijaństwo odnosi się jedynie do tych wyznań, które zaakceptowały decyzje doktrynalne z Nicei.
Postanowienia soboru uważane są za jeden z fundamentów cywilizacji europejskiej. Zakończyły one polityczny, społeczny i naukowy konflikt między chrześcijańskim monoteizmem a państwem rzymskim oraz filozofią starożytną Wywarły znaczący wpływ na dalszy rozwój religii, kultury i nauki, a także długotrwale oddziałały na wydarzenia polityczne.
W zgromadzeniu, które obradowało w auli pałacu cesarskiego, wzięło udział około 220 biskupów. Debatom przewodniczył Hozjusz z Kordoby. Uczestnicy obradowali w obecności cesarza i najwyższych urzędników państwowych. Konstantyn zadecydował o czasie, miejscu, składzie osobowym i prawdopodobne o porządku obrad zgromadzenia. Cesarz był też wykonawcą decyzji podjętych podczas soboru. W wyniku zabiegów Konstantyna chrześcijaństwo zostało uznane za jeden z oficjalnych kultów Cesarstwa, a Kościół i władza państwowa rozpoczęły współpracę.
Podczas obrad sformułowano wyznanie wiary, w którym sprecyzowano naukę o Bogu Ojcu i Synu Bożym, kształtując doktrynalne podstawy tego, co później nazwano ortodoksją chrześcijańską. Sobór uznał, że Jezus Chrystus jest Bogiem, ponieważ jest współistotny (homoousios) Bogu Ojcu. Jest z tej samej substancji (ousia) oraz z tej samej hipostazy co Ojciec. Teza ta wychodziła poza Biblię i formułowała podstawy nauki chrześcijańskiej za pomocą terminologii oraz twierdzeń zaczerpniętych z nauki greckiej.
Zgromadzenie wprowadziło jednolity dla całego Cesarstwa Rzymskiego termin obchodów uroczystości upamiętniającej zmartwychwstanie Chrystusa: w pierwszą niedzielę po pierwszej wiosennej pełni Księżyca. Na tej podstawie cesarz Konstantyn ustanowił doroczne święto państwowe, Wielkanoc. Rozstrzygnięcia organizacyjne i dyscyplinarne, nad którymi dyskutowano podczas obrad, spisano w dwudziestu kanonach.
Uczestnicy soboru, pozostając w ramach nakreślonych przez Biblię i grecką filozofię, przekształcili samo jądro doktryny chrześcijańskiej. Decyzje podjęte w Nicei przez wielu chrześcijan zostały uznane za groźną innowację. Spowodowało to długoletni konflikt religijny, naukowy, społeczny i polityczny. Umiarkowani przedstawiciele obu stron tego konfliktu doprowadzili w roku 381 do przyjęcia na soborze w Konstantynopolu kompromisu, który polegał na korekcie nicejskiego wyznania wiary. W korekcie tej odrzucono nicejską tezę o Bogu w jednej hipostazie, zastępując ją sformułowaniem o Bogu w trzech hipostazach.

## Badania naukowe nad soborem

### Naukowa rekonstrukcja soboru
Sobór nicejski należy do najczęściej badanych przez historyków wydarzeń starożytności. Niewiele tematów w dziejach chrześcijaństwa zwróciło większą uwagę naukowców, niż debaty, które odbyły się w Nicei. Mimo wielowiekowych studiów, daleko jeszcze do jednoznacznego ustalenia wszystkich powodów zwołania zgromadzenia oraz faktycznej treści dokumentów końcowych. Przebieg obrad jest niezwykle trudny do rzetelnego odtworzenia. Dyskutuje się też liczbę, tożsamość i motywacje uczestników soboru. Zachowane źródła historyczne z IV i V wieku podają bowiem różne informacje.
Ponieważ nie zachował się zapis stenograficzny obrad, dlatego współcześni badacze muszą polegać na niejednolitych, zabarwionych osobistymi punktami widzenia, przekazach napisanych już po soborze. Nie wiadomo, w jakiej kolejności omawiano poszczególne problemy i podpisywano dokumenty. Najczęściej przyjmuje się, że najpierw obradowano nad kwestiami doktrynalnymi, następnie nad ustaleniem terminu Wielkanocy, a na koniec pozostawiono problemy dyscyplinarne, począwszy od sprawy melecjan.
Informacje o przebiegu zgromadzenia zachowały się w relacjach trzech naocznych świadków: Euzebiusza z Cezarei, Atanazego z Aleksandrii i Eustacjusza z Antiochii. XXI-wieczni historycy traktują przekazy tych autorów z dużą ostrożnością. Prace Euzebiusza mają charakter hagiograficzny i panegiryczny, natomiast Atanazego polemiczny i pamfletowy. Relacja Eustacjusza znana jest jedynie z fragmentów przytoczonych przez Teodoreta z Cyru. Wszyscy ci autorzy, łącząc fakty z własną interpretacją przebiegu obrad, zapoczątkowali rozwój wielu późniejszych legend związanych z soborem.
Historycy ustalili, że po soborze opublikowano przynajmniej pięć oficjalnych dokumentów. Były to protokół obrad, wyznanie wiary, doktrynalne wyjaśnienie wyznania wiary, ustalenie terminu Wielkanocy oraz kanony dyscyplinarne. Sabinus z Heraklei wydał w latach 374–378 zbiór akt zawierający dokumenty z Nicei. Sabinus opatrzył go własnym komentarzem. Dzieło to nie zachowało się, jednak korzystali z niego historycy z V wieku. Dokumenty ze zbioru Sabinusa były źródłem dla Sokratesa Scholastyka (Historia Kościoła) i Sozomena (Historia Kościoła). Kilka, skądinąd nieznanych fragmentów dokumentów, zachowało się w dziełach Rufina z Akwilei (Historia kościelna) i Filostorgiusza (Historia Kościoła). We wszystkich tych pracach fakty zostały w sposób bardzo złożony wymieszane z legendami, co bardzo utrudnia współczesnym badaczom rekonstrukcję treści dokumentów końcowych.
Informacje o zgromadzeniu w Nicei zachowały się także w aktach różnych synodów kościelnych z IV wieku. Nowożytni historycy, odtwarzając przebieg soboru i decyzje powzięte w Nicei, analizują również zachowane dokumenty państwowe z IV wieku – przede wszystkim pisma cesarskie – w których odnajdują wiele rozproszonych, niekiedy bardzo drobnych informacji związanych z soborem nicejskim.
Średniowieczne przekazy poświęcone soborowi, zwłaszcza bizantyjskie, uważane są we współczesnej nauce za niewiarygodne. Spisano w nich bowiem przede wszystkim legendy, które przez wieki narosły wokół osób i wydarzeń związanych z soborem nicejskim. Głównym źródłem tych legend było dzieło Gelazego z Kizyku, spisane pod koniec V wieku. Gelazy powoływał się na, skądinąd nieznaną, Księgę akt soboru nicejskiego. Nieautentyczny materiał zawiera też zbiór dokumentów zachowany w języku koptyjskim, a sporządzony zapewne pod koniec IV wieku w Egipcie.

### Relacje z przebiegu obrad

#### Euzebiusz z Cezarei

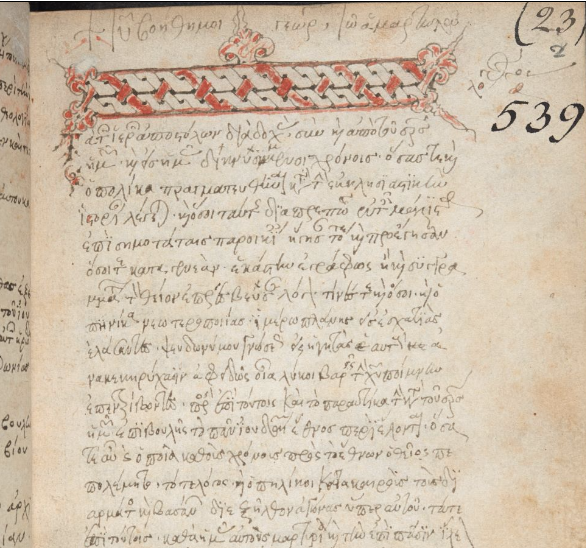
Rękopis Historii kościelnej Euzebiusza z Cezarei, spisany w pierwszej połowie XVI wieku. Przechowywany w Bibliotece Brytyjskiej pod sygnaturą MS 539. Folio 2 recto

Palestyński biskup Euzebiusz z Cezarei należał w Nicei do najbardziej wpływowych uczestników obrad. Trzon jego relacji, napisanych wkrótce po soborze, zachował się prawdopodobnie w wersji oryginalnej. Wiele lat po śmierci autora interpolowano do prac Euzebiusza szereg fragmentów, których autentyczność i wiarygodność jest przedmiotem polemik wśród nowożytnych historyków. Badacze ci zgadzają się, że Euzebiusz dużo spraw celowo pominął w swoich opowieściach z Nicei, chcąc przedstawić samego siebie w jak najlepszym świetle. O soborze biskup Cezarei napisał w Życiu Konstantyna, Historii kościelnej oraz Liście do diecezjan.
Wspomnienia Euzebiusza mają specyficzną formę literacką, w której autor połączył klasyczny, retoryczny panegiryk z biblijną terminologią i kościelną teologią. Euzebiusz szczególnie akcentował aktywny udział cesarza w obradach. Uwypuklił rolę Konstantyna, wprowadzając przymiotnik ekumeniczny (οἰκουμενική) do opisu soboru. Miało to podkreślić fakt, że cesarz zebrał przedstawicieli całego ówczesnego świata (w znaczeniu świata rzymskiego). Euzebiusz wyeksponował też jedność biskupów i ekumenicznego Kościoła, skupionych wokół Konstantyna.
Według teologii Euzebiusza światem rządziło trzech władców. Wielkim Cesarzem był Bóg Ojciec. U boku Ojca stał Syn jednorodzony, Logos, który dowodził niebiańskimi armiami. Trzecim władcą był Konstantyn, przyjaciel Boga. Dowodził on ziemskimi armiami, które pokonały barbarzyńców i pogańskie demony. Euzebiusz niemal zrównał pozycje Logosu i Konstantyna, nazywając ich obu prefektami Wielkiego Cesarza. W innym miejscu twierdził, że Konstantyn był namiestnikiem Chrystusa na ziemi.
Biskup Cezarei napisał, że wprowadzenie terminu homoousios do wyznania wiary zaproponował cesarz. Współcześni historycy odrzucają prawdziwość tej informacji. Ich zdaniem było niemożliwe, aby Konstantyn – bardzo słabo mówiący po grecku, żołnierz bez wykształcenia filozoficznego – wtrącał się do doktrynalnej dyskusji i formułował fachowe, naukowe terminy.
Dzieła Euzebiusza były tak sugestywne, że do XX wieku mylnie uważano, że Konstantyn był podczas obrad soboru chrześcijaninem, a chrześcijaństwo stało się za jego rządów religią dominującą w Cesarstwie Rzymskim. Pogląd ten występuje jeszcze niekiedy w literaturze popularnej. Chociaż cesarz odnosił się z życzliwością do chrześcijan, to przez większą część życia przychylał się raczej ku kultowi Słońca Niezwyciężonego. Na cześć Słońca ustanowił dzień wolny od pracy w każdym tygodniu, przemianowując ten dzień na dies Solis. Konstantyn był według wierzeń politeistycznych synem boga, gdyż jego ojca deifikowano. W oficjalnej tytulaturze utożsamiał się z Herkulesem. Podczas wizyty w galijskiej świątyni ogłosił, że jest wcieleniem Apollina. Zachował się dokument z ostatnich lat panowania Konstantyna, w którym cesarz wyraził zgodę na budowę świątyni w Hispellum, gdzie miano składać mu ofiary jako bogu. Po śmierci Konstantyna oficjalnie deifikowano. Cesarz zajął miejsce w politeistycznym panteonie jako divus Constantinus.
Euzebiusz pisał o Konstantynie jako chrześcijańskim władcy, ale naukowcom nie udało się ustalić daty nawrócenia Konstantyna. Jeżeli cesarz ochrzcił się, zrobił to dopiero pod koniec życia, najprawdopodobniej na łożu śmierci. Część badaczy uważa, że do tego nie doszło. Współcześni historycy uważają, że Konstantyn był postacią bardziej złożoną, niż przedstawił to Euzebiusz. Osobiste poglądy religijne cesarza pozostają nieznane.
Relacja Euzebiusza przez wieki była punktem wyjścia sporów wśród historyków i teologów. Dla uczonych związanych z katolicyzmem Konstantyn stał się wzorem chrześcijańskiego władcy. Uczeni prawosławni zmitologizowali postać cesarza. Uznali go za jedną z najważniejszych osób w dziejach chrześcijaństwa i uhonorowali tytułem isapostolos (równy apostołom). Natomiast w historiografii protestanckiej Konstantyn był często demonizowany. Przedstawiano go jako człowieka odpowiedzialnego za likwidację pierwotnego, czystego chrześcijaństwa. We współczesnej nauce rola, jaką odegrał cesarz w Nicei, jest uważana za niejasną. Dzieła Euzebiusza opierają się bowiem próbom ustalania obiektywnych faktów lub analizowania szczegółów.
Chociaż poszczególne naukowe rekonstrukcje soboru różnią się między sobą, to opis formalnego otwarcia obrad jest w nich jednolity. Relacja Euzebiusza z tej ceremonii jest bowiem powszechnie uważana za wiarygodną.

#### Atanazy z Aleksandrii

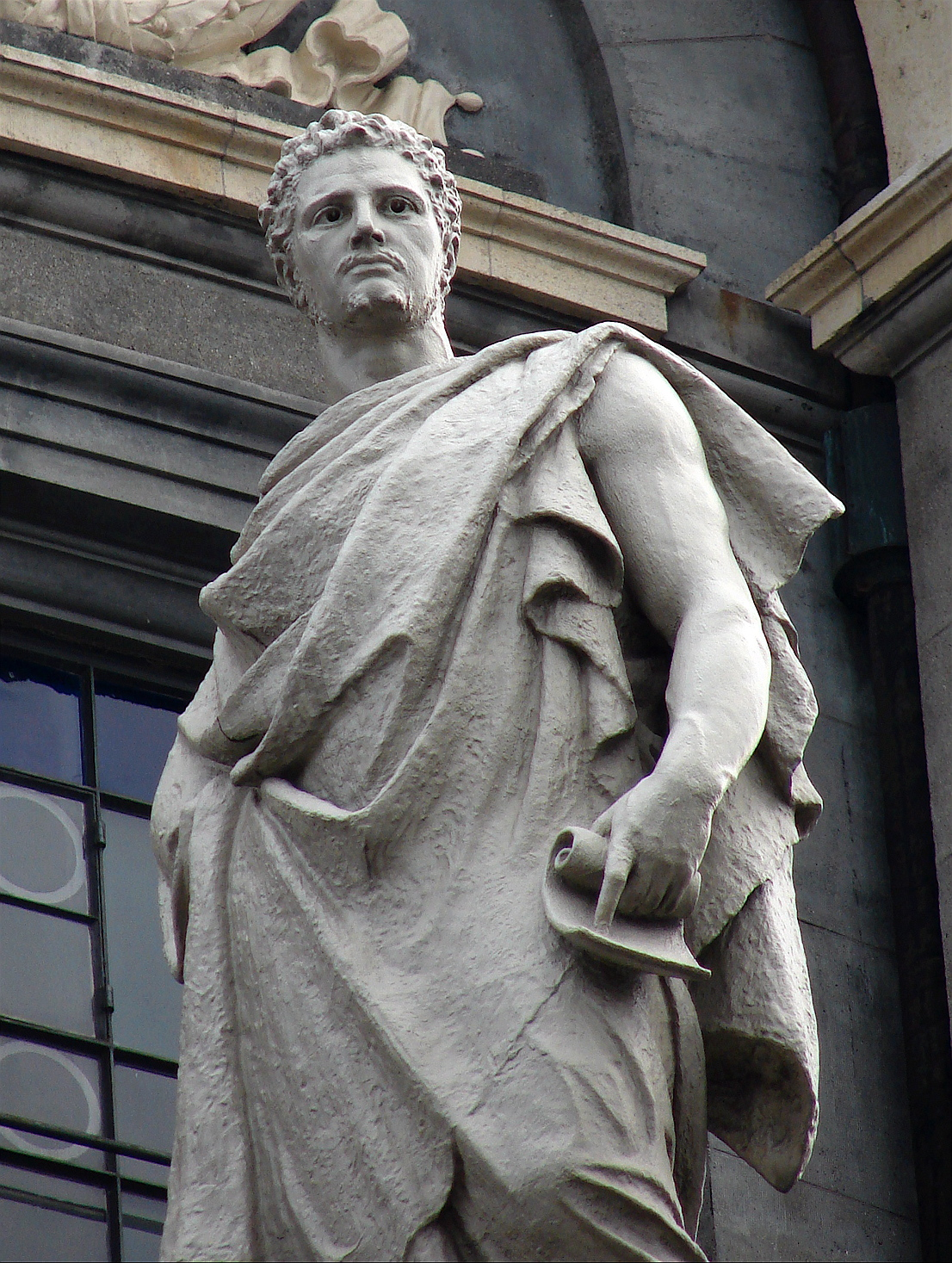
Pomnik Atanazego z Aleksandrii autorstwa Carl Rohl-Smith. Odsłonięty w 1884 roku w Kopenhadze. Przedstawia Atanazego w wieku, w którym przysłuchiwał się on obradom soboru. Skazany za obronę postanowień z Nicei, oficjalnie za morderstwo i czarną magię, Atanazy był więziony przy północnym limesie Cesarstwa Rzymskiego. Według średniowiecznych legend miał wówczas nawracać mieszkańców Danii

Młody, egipski diakon Atanazy towarzyszył w Nicei Aleksandrowi z Aleksandrii. Pełnił funkcję sekretarza swojego biskupa. Późniejsi pisarze przypisywali Atanazemu znaczącą rolę, którą miał odegrać podczas soboru. Jednak sam Atanazy nigdy nie wspominał o swoim bezpośrednim zaangażowaniu w obrady. Jedynie przysłuchiwał się debatom i omawiał sporne kwestie z Aleksandrem.
Atanazy zapisał swoje wspomnienia z Nicei w wielu dziełach. Powstały one mniej więcej 30 lat po soborze, gdy ich autor sprawował urząd biskupa Aleksandrii. Najdłuższe relacje z debat znalazły się w traktacie O dekretach synodu nicejskiego, Liście do cesarza Jowiana oraz Apologii przeciwko arianom.
Szczegóły obrad, a także interpretacja podjętych decyzji, były u Atanazego zasadniczo odmienne od relacji Euzebiusza z Cezarei. Atanazy poznał Euzebiusza w Nicei i chociaż spotykali się potem wielokrotnie, nie zaprzyjaźnili się. We współczesnej nauce przeważa pogląd, że w swoich dziełach Atanazy dokonał daleko idącej reinterpretacji soboru. Wiele z polemik Atanazego zawiera cytaty z protokołu obrad, jednak pozorna obiektywność tych cytatów uważana jest za mylącą. Atanazy starannie dobrał cytaty i wyrwał je z kontekstu. Użył ich jako argumentów w sytuacji, gdy pojawiły się zupełnie nowe kontrowersje.
Atanazy twierdził, że podczas obrad biskupi podzielili się na dwie frakcje. Jedną z tych frakcji Atanazy nazwał ojcami nicejskimi, drugą euzebianami. Euzebianie, czyli biskupi popierający Euzebiusza z Nikomedii, mieli być zwolennikami teologii Ariusza. Przeciwstawiali się im, będący w większości, ojcowie nicejscy, którzy – według narracji Atanazego – bronili ortodoksji chrześcijańskiej. W Nicei bowiem to, co ojcowie spisali, nie było ich odkryciem, lecz tym samym, o czym nauczali apostołowie – twierdził biskup Aleksandrii. Na podstawie tekstów Atanazego, w nauce XIX i XX wieku wiele wysiłku włożono w próbę zdefiniowania różnych frakcji soborowych: arian, euzebian, orygenistów, konserwatystów itp.
Według biskupa Aleksandrii credo nicejskie zostało uchwalone ze sprzeciwem heretyków, którzy odmówili uznania wiary Kościoła. Taka narracja nie wyjaśnia jednak, dlaczego wyznanie wiary podpisali wszyscy obecni poza dwoma oraz dlaczego wkrótce po soborze większość biskupów interpretowała uzgodnione postanowienia inaczej, niż Atanazy. Współcześnie uważa się, że sytuacja podczas obrad była bardzo płynna. Nie było trwałych frakcji, doraźnie uzgadniano stanowiska. Biskupi z poszczególnych prowincji zgadzali się w pewnych kwestiach, a nie zgadzali w wielu innych. Tę złożoną sytuację rekonstruuje się na różne sposoby w pracach naukowych.
Pisma biskupa Aleksandrii zostały mocno osadzone w realiach polemik teologicznych i politycznych lat 50. IV wieku. Na potrzeby tych polemik Atanazy rozpowszechnił tezę, że sobór był przede wszystkim antyariański. Teza ta dominowała w nauce aż po koniec XX wieku. W świetle najnowszych badań, sposób w jaki Atanazy posługiwał się Ariuszem był znakomitym posunięciem retorycznym i politycznym, jednak nie może być podstawą rekonstrukcji obrad z Nicei. W nauce odróżnia się debaty filozoficzne i teologiczne sprzed i w trakcie zgromadzenia, zwane kontrowersją aleksandryjską, od konfliktu który wybuchł po zgromadzeniu, czyli kontrowersji ariańskiej. Oddzielenie poglądów Ariusza od późniejszego arianizmu oraz krytyczna rewizja zachowanych źródeł, zmieniły pogląd historyków na przebieg obrad w Nicei. Niedostatek materiału źródłowego w połączeniu z mnogością zniekształceń w dziełach Atanazego powodują jednak, że odtworzenie sporów sprzed 325 roku jest niezwykle trudne. Dlatego XXI-wieczni uczeni skupiają się raczej na badaniu konfliktu, który wywołały decyzje z Nicei.

#### Eustacjusz z Antiochii
Syryjski biskup Eustacjusz z Antiochii był jednym z najbardziej poważanych uczestników zgromadzenia w Nicei. Miasto, które reprezentował, uważano za najstarszą stolicę chrześcijaństwa. W oparciu o pisemną relację Eustacjusza, współcześnie zaginioną, powstało opowiadanie Teodoreta z Cyru. W swojej Historii Kościoła, napisanej około 125 lat po soborze, Teodoret przytoczył fragmenty sprawozdania Eustacjusza.
Dzieło Teodoreta zawiera wiele nieznanych skądinąd faktów, jest jednak niezwykle stronnicze. Zostało napisane przez biskupa, który był głęboko zaangażowany w kontrowersje swoich czasów. Autor celowo korygował fakty i oceny podane przez Eustacjusza, a część uczestników soboru nazywał ariańską zarazą. Teodoret uważał, że Euzebiusz z Nikomedii i jego zwolennicy reprezentowali w Nicei szatana, który nie mógł znieść widoku zwycięskiego Kościoła skupionego wokół Konstantyna.
Wiele szczegółów obrad zostało w relacji Eustacjusza przedstawione całkowicie odmiennie, niż w relacjach Euzebiusza z Cezarei i Atanazego z Aleksandrii. Euzebiusz twierdził na przykład, że tekst jego autorstwa był podstawą, na której uchwalono wyznanie wiary. Tymczasem według Eustacjusza, kiedy biskupi zaczęli debatować nad wyznaniem wiary, przedstawiono formularz Euzebiusza, który zawierał nieukrywane dowody jego bluźnierstwa. Dokument został podarty na oczach wszystkich.

### Odtworzenie dokumentów końcowych

#### Wyznanie wiary

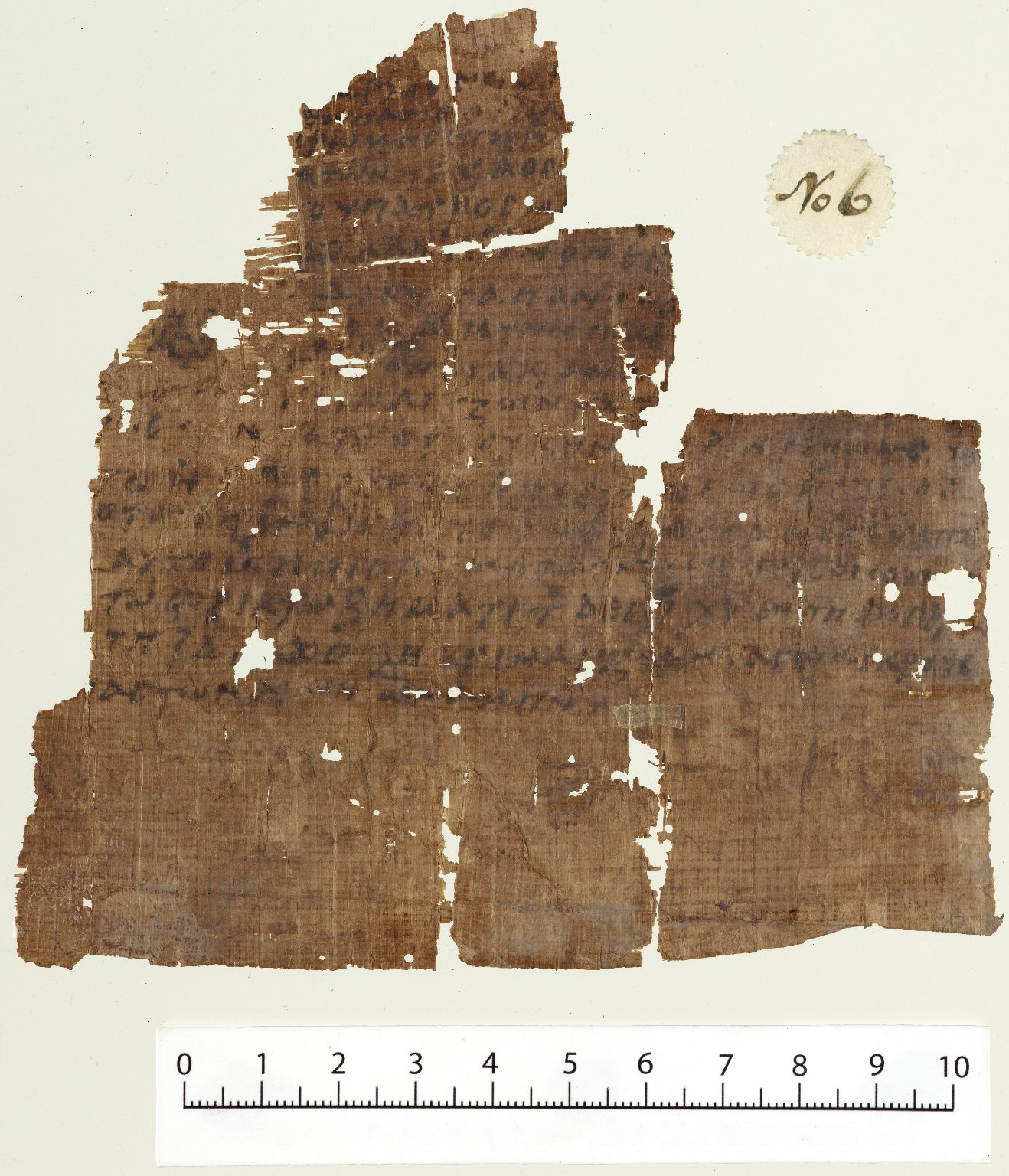
Nicejskie wyznanie wiary. Egipski papirus, datowany na VI wiek. Tekst został bardzo uszkodzony. Biblioteka University of Manchester. Rylands Papyri, Greek Papyrus 6

Tekst wyznania wiary uzgodniono podczas długiej dyskusji. Debata była stenografowana. Zapis stenograficzny transkrybował na oficjalny dokument kapadocki prezbiter Hermogenes. Dokument ten, zapisany w języku greckim, nie zachował się. Problem z odtworzeniem jego oryginalnego tekstu wynika z faktu, że wyznanie wiary z Nicei nie było recytowane w obrzędach chrztu czy liturgii. Historycy wykazali, że ponad sto lat po soborze, w różnych częściach Cesarstwa nadal używano lokalnych tekstów.
Najstarszy znany zapis tekstu credo z Nicei pochodzi z Listu do diecezjan Euzebiusza z Cezarei. List ten został wysłany niedługo po soborze, w roku 326. Drugi chronologicznie zachowany tekst wyznania wiary pochodzi z traktatu Atanazego z Aleksandrii O dekretach soboru nicejskiego. Został on napisany na początku lat 50. IV wieku.
Wersje Euzebiusza i Atanazego różnią się jednym sformułowaniem. Ponadto występują między nimi drobne różnice gramatyczne. W wersji Atanazego wyznanie wiary potępia naukę, zgodnie z którą Syn został stworzony (ktiston). Tego fragmentu nie ma w credo Euzebiusza. Większość współczesnych badaczy uważa, że Atanazy interpolował tekst, ale nie ma na to przekonujących dowodów. Credo Atanazego stało się standardem w dziełach teologicznych. Cytowane było przez Ambrożego z Mediolanu, Bazylego z Cezarei i Cyryla z Aleksandrii.
Natomiast wersja wyznania wiary podana za Eustacjuszem z Antiochii przez Teodoreta z Cyru jest zasadniczo różna treściowo i gramatycznie. Została napisana w pierwszej osobie liczby pojedynczej, podczas gdy wersje Euzebiusza i Atanazego w pierwszej osobie liczby mnogiej. Jest też znacznie krótsza, gdyż nie zawiera anatematyzmatów. Credo Eustacjusza jest najbliższe różnym wersjom łacińskim z V wieku.
W roku 451, na soborze chalcedońskim, odczytano i zaakceptowano tekst, który nazwano nicejskim wyznaniem wiary. Przyjęto, że wyznanie z 325 roku zostało nieco zmodyfikowane na soborze konstantynopolitańskim z 381 roku. Współcześni uczeni odrzucają to założenie. Ponieważ zaginęły akta soboru nicejskiego i soboru konstantynopolitańskiego, autentyczność historyczna tekstu uchwalonego w Chalcedonie jest podważana. Tzw. credo nicejskie, używane w Kościele katolickim i innych Kościołach zachodnich, nie jest tożsame z wyznaniem wiary uchwalonym w Nicei. Zredagowano je z tekstów używanych w Rzymie dla potrzeb przygotowania katechumenów do chrztu. Najstarszy jego zapis pochodzi z drugiej połowy V wieku, z czasów biskupa Gelazego. Dlatego we współczesnej nauce odróżnia się katechizmowe credo nicejskie od uchwalonego na soborze credo z Nicei. Niektórzy autorzy mylą te dwa terminy.
Wyjaśnienie do tekstu wyznania wiary nie zachowało się, chociaż jego krótkie fragmenty cytowane były w następnych wiekach.

#### Termin Wielkanocy
Nie jest znany współcześnie dokument ustalający termin Wielkanocy. Decyzja w sprawie święta nie została ujęta w kanonach. O postanowieniach z Nicei wiadomo z ich omówienia w Życiu Konstantyna Euzebiusza z Cezarei oraz dokumentów cesarskich. Późniejsi pisarze przytaczali decyzje soboru opierając się na tekście Euzebiusza.

#### Kanony
Kanony nicejskie były od wieków przedmiotem badań ze względu na ich znaczenie dla rozwoju prawa cywilnego i prawa kościelnego. We współczesnej nauce panuje zgoda, że dwadzieścia kanonów to jedyny dokument z Nicei, którego zawartość zachowała się dokładnie w takiej formie, w jakiej go uchwalono. Wszystkie rękopisy greckie przekazały dokładne tę samą treść. Starożytne tłumaczenia na różne języki oddają ściśle zawartość oryginału. Forma literacka kanonów jest tożsama z IV-wiecznymi edyktami cesarskimi i ówczesnymi przepisami prawa rzymskiego. Dlatego uczeni sądzą, że ostateczną redakcję dokumentu sporządzili urzędnicy cesarscy.
Za najstarszy zachowany tekst kanonów uważa się przekład łaciński, pochodzący z IV wieku. Jest to tak zwane Versio Caeciliani, które najprawdopodobniej przywiózł do Afryki z Nicei Cecylian z Kartaginy. W łacińskich rękopisach z V wieku kanony poprzedzone zostały epigramem zapisanym dystychem elegijnym. Według tego epigramu kanony to szczyty czcigodnego prawa (venerandi culmina iuris), w których biskupi (pontifices summi) przekazali zalecenia starożytnych (veterum praecepta). Z IV i V wieku pochodzą tłumaczenia kanonów na języki syryjski, koptyjski i ormiański.
Oryginalny, grecki tekst kanonów przekazały dwa zbiory: Kolekcja pięćdziesięciu rozdziałów i Syntagma czternastu rozdziałów. Pierwszy z tych zbiorów został opracowany przez biskupa Konstantynopola Jana Scholastyka w połowie VI wieku. Drugi pochodzi z końca VI wieku. Teksty z obu tych zbiorów były identyczne i zostały wpisane do ostatecznej redakcji Nomokanonu.

#### Listy
Do dokumentów soborowych zalicza się tradycyjnie także List soboru w Nicei do Egipcjan, List Konstantyna do Kościoła Aleksandrii oraz List Konstantyna Wielkiego do Kościołów. Zachowały się one jako fragmenty późniejszych prac, w których je cytowano. Autentyczność i wiarygodność tych trzech tekstów jest kwestionowana przez tych współczesnych historyków, którzy podzielają sformułowaną w XIX wieku tzw. hipotezę fałszerstwa Listów. W Listach Konstantyn nakazuje, na przykład, zniszczenie wszystkich prac Ariusza. Jednakże nie ma żadnego świadectwa źródłowego, które potwierdzałoby, że do niszczenia ksiąg rzeczywiście doszło.

## Zwołanie soboru

### Zaproszenia na vicennalia

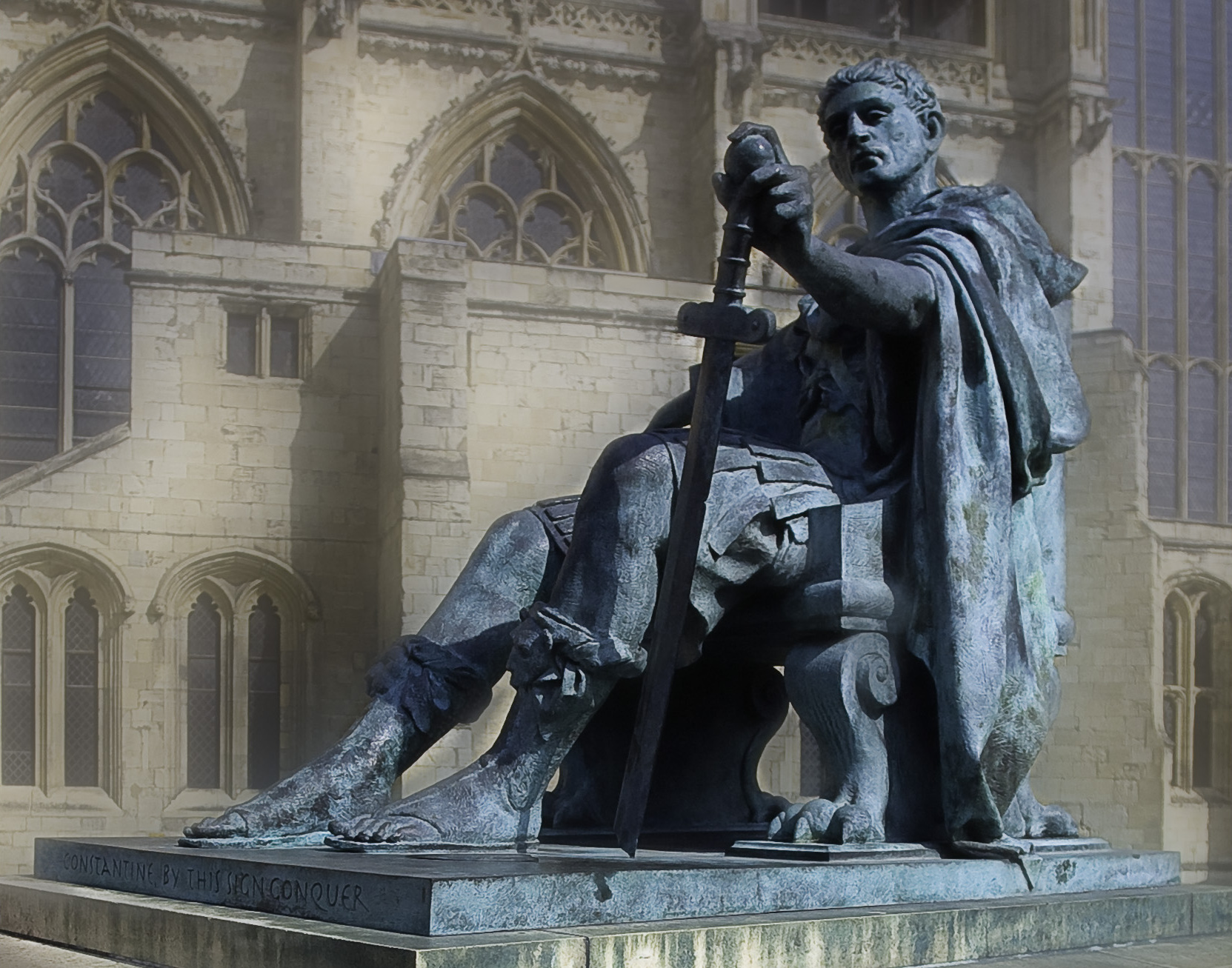
Pomnik Konstantyna Wielkiego autorstwa Philip Jackson (rzeźbiarz). Odsłonięty w 1998 roku w Yorku. W roku 306 właśnie w Yorku Konstantyn został ogłoszony cesarzem. Na inaugurację obchodów 20. rocznicy tego wydarzenia (vicennalia), Konstantyn zaprosił do siebie chrześcijańskich biskupów z całego państwa

Konstantyn zaprosił do siebie przedstawicieli wspólnot chrześcijańskich z całego państwa, aby uświetnić obchody dwudziestolecia swego panowania, zwane vicennalia. Jubileusz miano świętować przez cały rok. Na 25 lipca 325 roku, dzień rozpoczęcia 20. roku panowania cesarza, zaplanowano inaugurację obchodów w formie bankietu. Inauguracja miała odbyć się w ówczesnej stolicy państwa, bityńskiej Nikomedii. Na bankiet zaproszono gości z różnych grup społecznych wszystkich prowincji Cesarstwa.
Skala obchodów rocznicowych była świadectwem wagi, jaką Konstantyn przykładał do propagandy. Promowano obraz wspaniałego cesarza, świętującego swoje vicennalia po zwycięstwach militarnych i zaprowadzeniu zgody w całym państwie. Głoszono, że wysiłki władcy przyniosły pokój i dobrobyt wszystkim obywatelom, w tym chrześcijanom.
Po raz pierwszy w publicznych uroczystościach państwowych mieli wziąć udział chrześcijanie. Biskupi z całego państwa otrzymali upoważnienia do skorzystania z pojazdów poczty cesarskiej. Upoważnienie takie pozwalało podróżować wozami poczty z pięcioma osobami towarzyszącymi. Konstantyn zapewnił też, że pokryje wszystkie koszty, które jego goście poniosą w związku z podróżą.
Zaproszenia rozesłano jesienią 324 roku. Najstarsza znana wzmianka o zwołaniu przez Konstantyna zgromadzenia biskupów całego Cesarstwa Rzymskiego pochodzi z syryjskiego listu, wysłanego z Antiochii, a datowanego na koniec 324 roku. W zaproszeniu biskupi zostali poproszeni o przybycie przynajmniej tydzień przed rozpoczęciem obchodów rocznicowych – nie do Nikomedii, ale do leżącej w pobliżu Nicei.

### Wielkanoc i legalizacja chrześcijaństwa

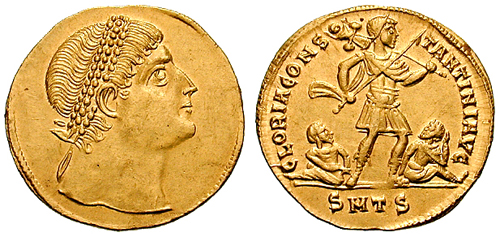
Złoty solid z wizerunkami Konstantyna, wybity w roku 327. Na awersie cesarz ukazany został jako pontifex maximus w diademie z trzech rzędów pereł, z oczami skierowanymi ku niebu. Na rewersie władca przedstawiony został jako imperator – naczelny wódz zwycięskiej armii, trzymający w prawym ręku włócznię, a w lewym trofeum, z jeńcami u stóp

Chociaż chrześcijaństwo było w roku 325 uznawane za kult dozwolony, to status prawny tej religii był nie do końca ustalony. Nowożytna koncepcja rozdziału instytucji religijnych i państwa była obca mentalności starożytnej. Państwo nie było wyłącznie strukturą polityczną, ale przede wszystkim organizacją religijną. Podstawowym zadaniem każdego urzędnika było utrzymywanie dobrych stosunków z boskimi siłami, których wsparcie było potrzebne do zwycięstwa w wojnie i obfitych zbiorów w czasie pokoju. Jak twierdził Konstantyn, potęga Cesarstwa Rzymskiego nie zależała jedynie od wysiłków ludzkich, sprawnej administracji czy zdyscyplinowanej armii; siłę państwu dawali bogowie, w tym Bóg chrześcijański.
Jako pontifex maximus cesarz był zwierzchnikiem wszystkich legalnych kultów religijnych Cesarstwa Rzymskiego. Do obowiązków władcy należało dopilnowanie, by religie były wyznawane zgodnie z prawem. Z zachowanej wypowiedzi Konstantyna wynika, że uważał się za najwyższego kapłana, będącego zwierzchnikiem duchownych chrześcijańskich, przy zachowaniu autonomii biskupów w sprawach kultu i zasad religii: Wy jesteście biskupami postawionymi przez Boga nad sprawami wewnętrznymi Kościoła, a ja jestem biskupem postawionym przez Boga nad tym, co jest na zewnątrz Kościoła.
Głównym powodem zwołania zgromadzenia biskupów na tydzień przed inauguracją, była potrzeba ustalenia jednolitego terminu Wielkanocy. Jak wynikało z zaproszenia, podczas obchodów rocznicowych Konstantyn zamierzał ogłosić chrześcijaństwo jednym z legalnych kultów Cesarstwa oraz wprowadzić do kalendarza nowe święto ogólnopaństwowe, Wielkanoc. Włączenie Kościoła w struktury administracyjne Cesarstwa oraz połączenie kalendarza chrześcijańskiego z kalendarzem państwowym służyło wzmocnieniu autorytetu władcy. Chrześcijaństwo miało zostać zalegalizowane wpisem do rzymskiego, oficjalnego rejestru kultów państwowych, zwanego Księgą pontyfików (Liber pontificalis).

## Miejsce soboru

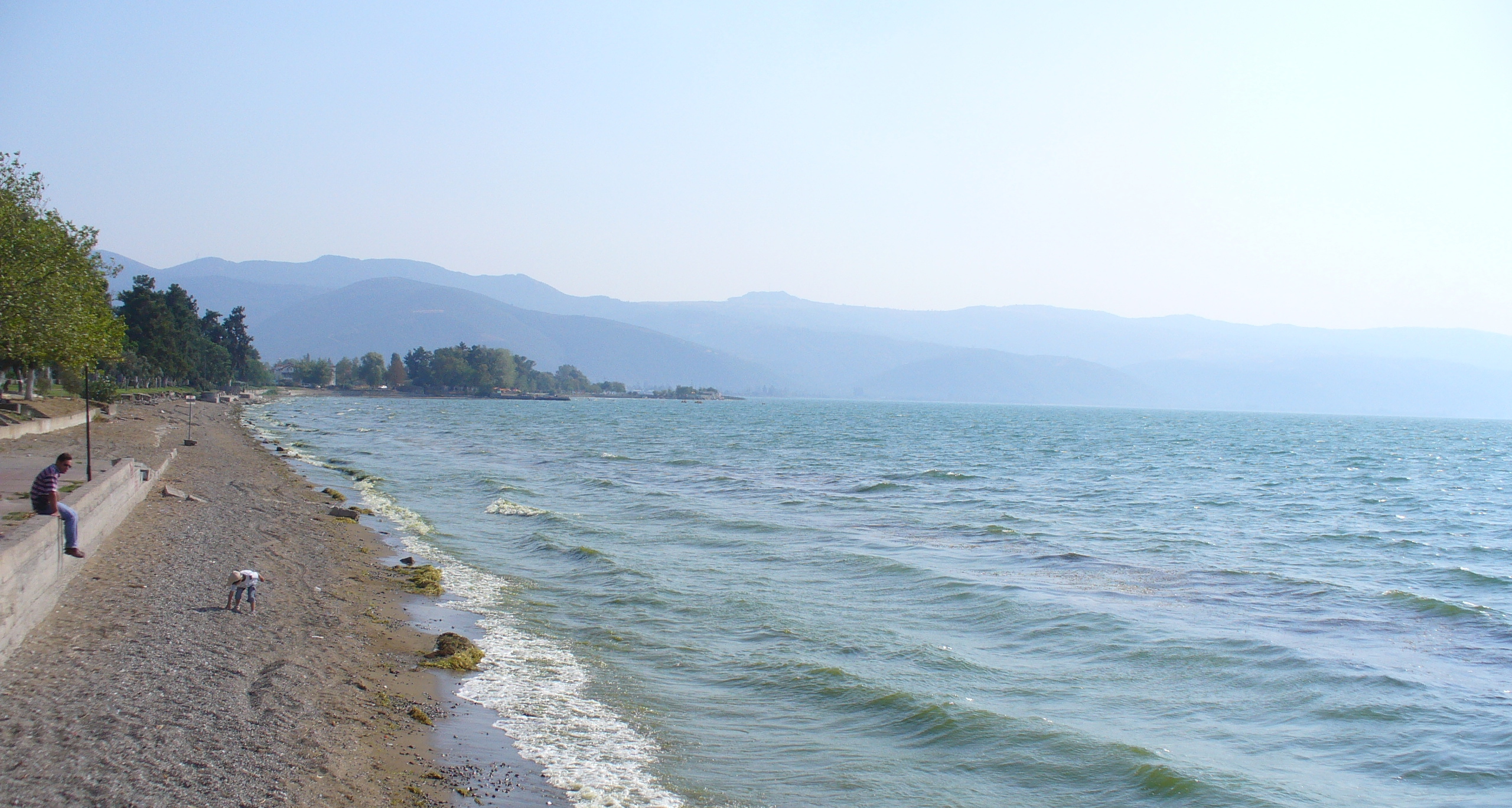
Plaża nad jeziorem Askania w Nicei. Linia brzegowa, wskutek trzęsień ziemi, zmieniła się przez wieki, a jezioro zalało część starożytnego miasta

Konstantyn rządził Cesarstwem z Nikomedii nad Morzem Marmara. Miasto to zostało wybrane na stolicę ze względu na strategiczne położenie przy szlakach lądowych oraz morskich. 58 kilometrów od Nikomedii leżała Nicea, drugie co do wielkości miasto Bitynii. Między Niceą a Nikomedią biegła szeroka, dobrze utrzymana rzymska droga z Antiochii, łącząca Bliski Wschód z Europą.
Nicea leżała na wschodnim brzegu jeziora Askania, w żyznej dolinie otoczonej górami. Zajmowała 210 hektarów. Opasana była murem o długości 5 kilometrów, szerokim na 4 metry i wysokim na 9 metrów. Główne ulice, łączące bramy miejskie, były kolumnadami. Zbiegały się one w centrum pod tetrapylonem. W późniejszych wiekach, wskutek trzęsień ziemi, część miasta została zalana przez jezioro. Starożytne budowle nie przetrwały, z wyjątkiem ruin, które znajdują się ponad dwa metry pod poziomem wody.
Nie ma dowodów na to, że w Nicei stał budynek kościelny. Najstarsze przekazy o katedrze pochodzą z drugiej połowy IV wieku. Wspólnota chrześcijańska w mieście była niewielka liczebnie. Elita miasta wyznawała politeizm.
W północnej dzielnicy Nicei wybudowano tak zwany letni pałac cesarski. Konstantyn przebywał tam głównie podczas upałów, ze względu na przyjemny, łagodniejszy niż w Nikomedii klimat. Elementy architektoniczne pałacu zostały rozmieszczone wzdłuż osi centralnej z dziedzińcem perystylowym pośrodku. Przy wejściu na teren pałacu znajdowała się bazylika – prostokątna aula recepcyjna i audiencyjna z jednym wejściem. Przeznaczona była do przyjmowania delegacji, gości i klientów.
Aulę przygotowano na potrzeby zgromadzenia biskupów. Usunięto z niej tron cesarski, a wniesiono ławy, ustawione równolegle do dłuższych ścian bazyliki. Biskupi zasiedli w nich wedle ustalonego z góry porządku. Po bokach postawiono stołki, przeznaczone dla osób obserwujących obrady.

## Czas trwania soboru

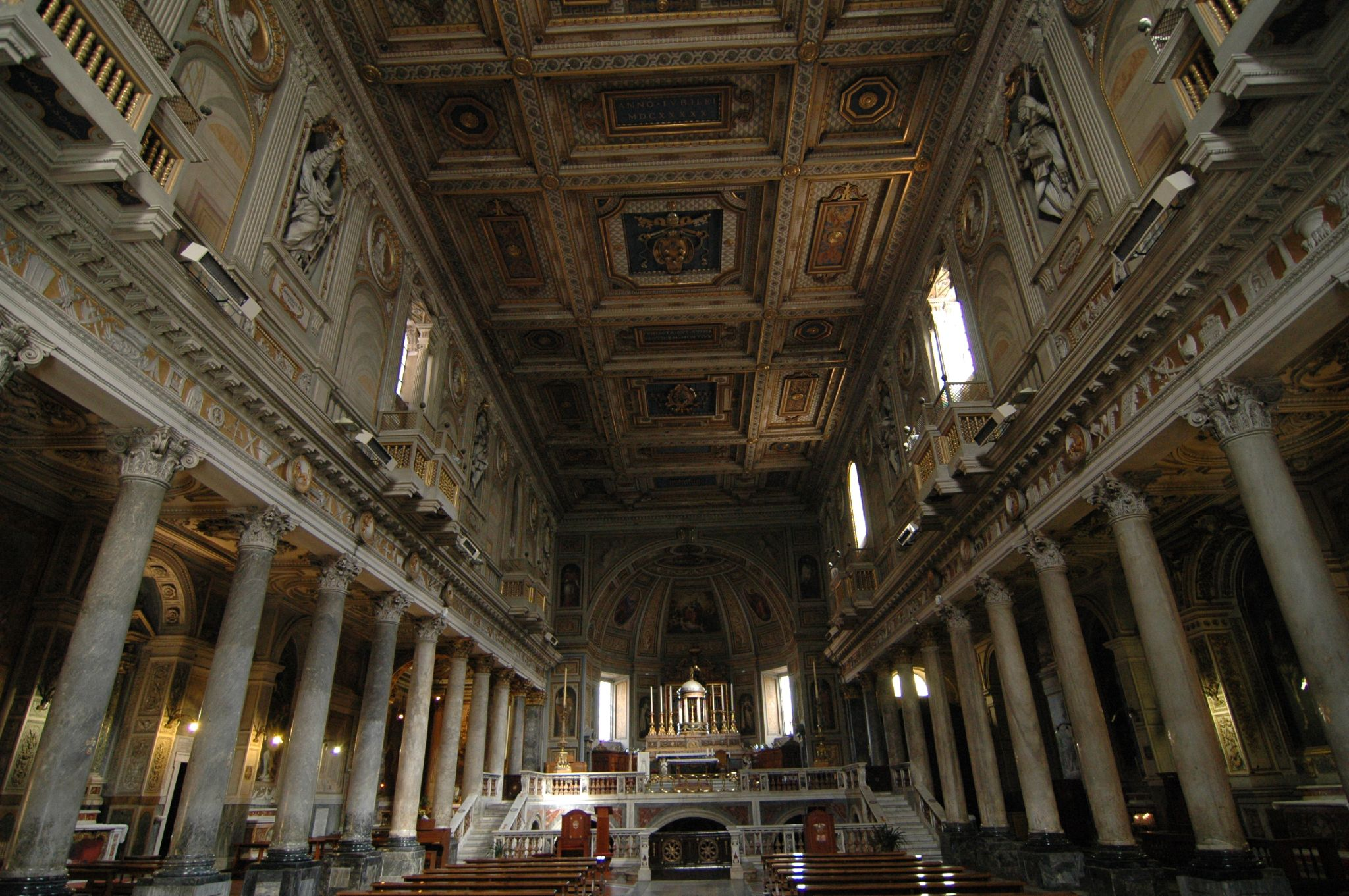
Wnętrze wybudowanej za panowania Konstantyna bazyliki w Rzymie, współcześnie Basilica dei Santi Silvestro e Martino ai Monti. Według tradycji spotkali się w niej biskupi Italii, aby uzgodnić wspólne stanowisko przed obradami w Nicei

Dawniejsza historiografia, na podstawie źródeł średniowiecznych, przyjmowała, że sobór trwał długo, około dwóch miesięcy. Miał rozpocząć się 20 maja lub na początku czerwca, a zakończyć w połowie lipca.
Data 20 maja pochodzi z Historii Kościoła, którą w V wieku napisał Sokrates Scholastyk. Sokrates powołał się na akta soboru, jednak zapewne popełnił błąd. Najwcześniejsze świadectwa informujące o przybyciu pierwszych biskupów do Nicei pochodzą z czerwca 325 roku. Prawdopodobnie wówczas rozpoczęły się dyskusje, jednak nie miały one charakteru formalnego.
XXI-wieczne badania źródeł starożytnych wykazały, że oficjalne obrady były krótkie, dobrze zorganizowane i rzeczowe – przede wszystkim wskutek zabiegów Konstantyna. Trwały przez tydzień. Gdy dyskusje przeciągały się, zagrażając przyjętemu harmonogramowi, cesarz interweniował żądając niezwłocznego ustalenia końcowych wniosków. Natomiast pisemne petycje, których rozpatrzenia domagali się niektórzy biskupi, kazał po prostu spalić.
Konstantyn uroczyście otworzył sobór 19 lipca 325 roku, natomiast już 25 lipca zakończono obrady.

## Organizacja soboru
Konstantyn zapewnił pełną obsługę ze strony urzędników państwowych, którzy kierowali organizacyjną stroną soboru. Obrady protokołowali cesarscy sekretarze, którzy posługiwali się stenografią. Notowali oni nie tylko wypowiedzi poszczególnych uczestników, ale także np. okrzyki, oznaki aprobaty czy sprzeciwu. Było to zgodne z procedurą stosowaną w senacie rzymskim. Ponieważ dozwolone było wypowiadanie się w obu oficjalnych językach państwa – łacinie i grece – na sali obecni byli także nadworni tłumacze, którzy na bieżąco przekładali wypowiedzi biskupów.

## Uczestnicy soboru

### Liczba uczestników

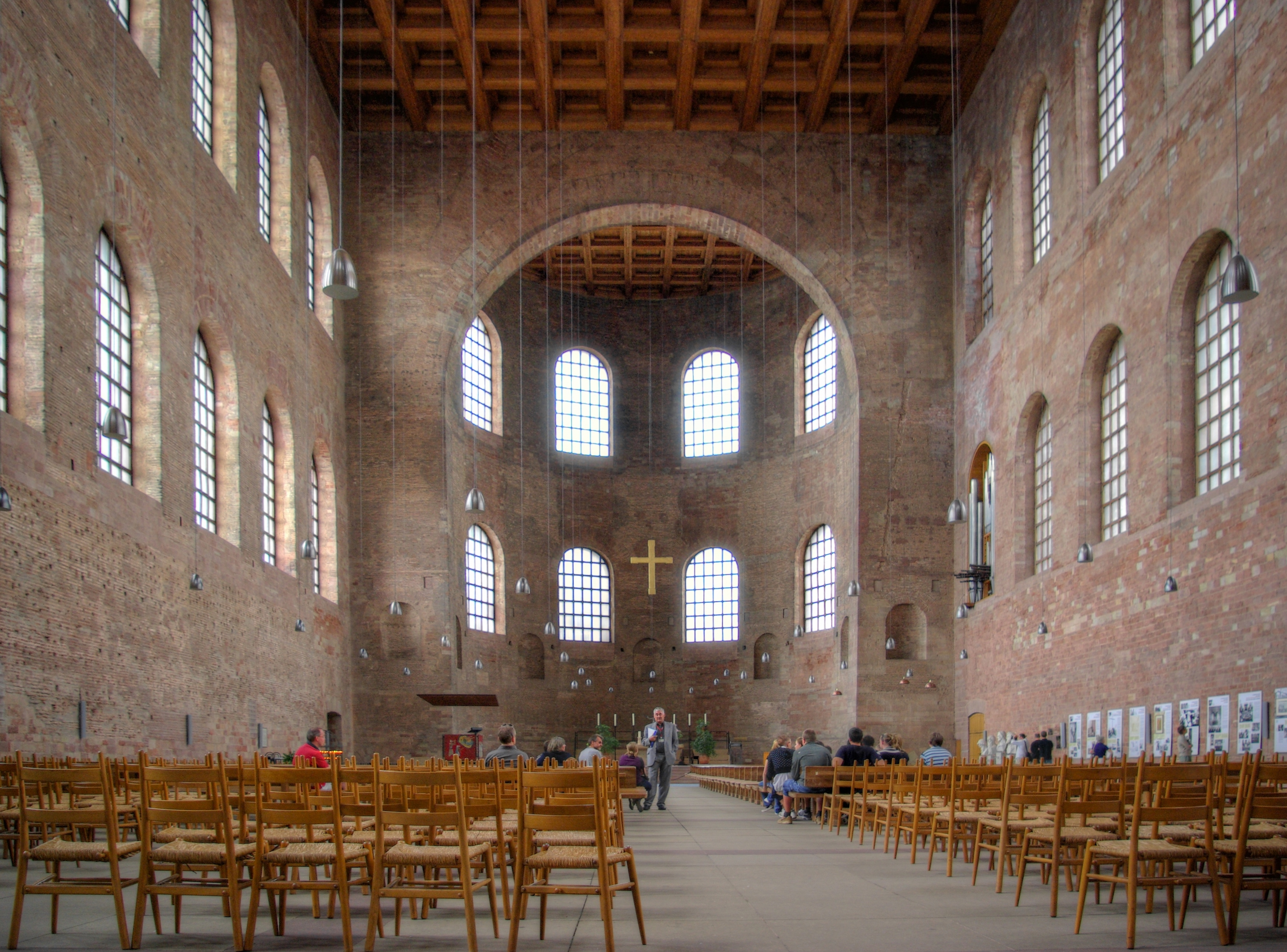
Aula Palatina w Trewirze, widok wnętrza. Wybudowana w na początku IV wieku. Pełniła funkcję sali recepcyjnej i audiencyjnej pałacu cesarskiego. Reszta pałacu nie zachowała się. Prawdopodobnie bliźniaczą budowlą była aula w Nicei, gdzie w 325 roku odbyło się zgromadzenie biskupów

Hilary z Poitiers, w dziele De synodis, stwierdził, że w Nicei obradowało 318 osób. Było to jednak symboliczne nawiązanie do liczebności oddziału, na czele którego Abraham, według opowiadania z Księgi Rodzaju, pokonał czterech królów mezopotamskich. Hilary zaczerpnął przytoczoną przez siebie liczbę z Listu Pseudo-Barnaby. 318 zostało zinterpretowane przez Pseudo-Barnabę jako greckie inicjały Jezusa Chrystusa (w greckim systemie zapisywania liczb „ιχ” = 18) połączone z krzyżem, oznaczanym w grece symbolicznie za pomocą litery Τ („τ” = 300).
Od Hilarego informację o liczebności soboru przejęło wielu późniejszych pisarzy. Liczba 318 utrwaliła się w tradycji chrześcijańskiej. W piśmiennictwie średniowiecznym, zwłaszcza bizantyjskim, zwrot trzystu osiemnastu był synonimem soboru nicejskiego oraz ortodoksji chrześcijańskiej. Dzięki biblijnej analogii opisywano biskupów z Nicei jako armię Nowego Izraela, gotową bronić wiary we współistotność Ojca i Syna.
Euzebiusz z Cezarei, uczestnik zgromadzenia, napisał w Życiu Konstantyna, że w soborze uczestniczyło nieco ponad 250 biskupów. Inny naoczny świadek, Atanazy w traktacie O dekretach synodu nicejskiego, stwierdził że w Nicei obradowało około 300 biskupów. Teodoret z Cyru, w Historii Kościoła, powołując się na wspomnienia Eustacjusza z Antiochii, podał liczbę 270 uczestników.
Zachowało się wiele średniowiecznych rękopisów, w których podano domniemane listy tzw. ojców nicejskich. Rękopisy te zostały zapisane w językach greckim, łacińskim, syryjskim, koptyjskim, arabskim i ormiańskim. Prawdopodobnie najbliższy oryginalnemu spisowi uczestników obrad jest łaciński rękopis zwany Lambda C. Wyliczono w nim 200 osób. Lista ta została później rozszerzona do 220 osób, zapisanych w antiocheńskim  Corpus canonum. Lista antiocheńska stała się z kolei podstawą licznych rękopisów, które zostały tak uzupełnione, aby zwiększyć liczbę uczestników soboru do 318.
We współczesnej nauce przyjmuje się, że w obradach uczestniczyło z prawem głosu od 200 do 250 osób, najpewniej około 220. Z dużym prawdopodobieństwem badaczom udało się zidentyfikować 195 uczestników soboru, którzy podpisali wyznanie wiary. Kombinowana lista tych, o których wiadomo, że przypuszczalnie podpisali credo lub kanony, to najwyżej 218 osób.

### Skład uczestników

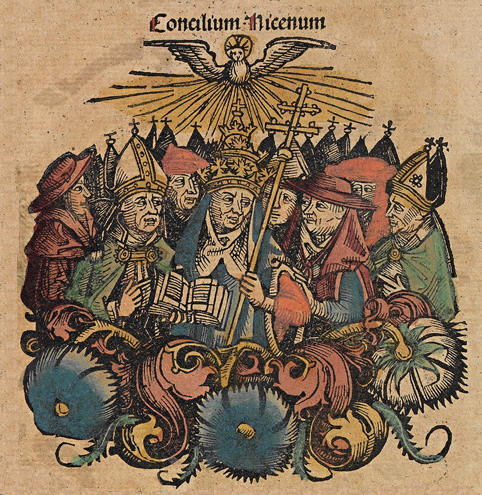
Sobór nicejski. ilustracja drzeworytowa w inkunabule z 1493 roku. Norymberski Liber chronicarum, 130 verso

Nie wszyscy uczestnicy obrad byli biskupami. Z kilku prowincji do Nicei przybyli wiejscy chorepiskopi. Dysponowali oni takim samym prawem głosu, jak biskupi reprezentujący miasta. Niektóre z miast wysłały do Nicei diakonów lub prezbiterów. Duchowni ci mieli uprawnienia do dyskusji i głosowania. Zgodnie z prawem rzymskim byli bowiem traktowani jako pełnomocnicy swoich biskupów. Biskupa Rzymu Sylwestra reprezentowało dwóch prezbiterów: Witon i Wincenjusz.
Większość uczestników soboru pochodziła z greckojęzycznych prowincji Cesarstwa Rzymskiego. Pojedynczy biskupi i prezbiterzy reprezentowali regiony łacińskojęzyczne: Galię, Hiszpanię, Italię i Afrykę. Należeli do nich – obok Hozjusza, Witona i Wincenjusza – także Cecylian z Kartaginy oraz trzej inni, nieznani z imienia biskupi. Być może była to większa grupa.
Zaproszeni przez Konstantyna, ale nieobecni biskupi Cesarstwa Rzymskiego, usprawiedliwiali się najczęściej dużą odległością ich miast od Bitynii, trudnościami podróży, chorobami lub podeszłym wiekiem. Przeważnie były to powody prawdziwe, jednakże w starożytności występowało zjawisko celowej nieobecności na synodach biskupów, którzy spodziewali się nieprzyjemności osobistych z powodu głoszenia opinii niezgodnych z poglądami większości.
Wszystkie średniowieczne spisy uczestników soboru w Nicei otwierał Hozjusz z Kordoby. Po nim wymieniano rzymskich prezbiterów, Witona i Wicencjusza. Pozostałych obradujących wyliczano według klucza geograficznego, zgodnie z przynależnością do poszczególnych prowincji państwa. Zazwyczaj nie zamieszczano imion, a jedynie miejscowości czy prowincje, z których pochodzili biskupi. W nauce przyjmuje się, że nie odnotowano imion większość obecnych, gdyż nie zabierali oni głosu podczas obrad, a byli jedynie zainteresowani – jak to ujął Euzebiusz z Cezarei – nadzieją na rychłe korzystanie z dobrodziejstwa pokoju oraz pragnieniem ujrzenia czegoś nowego i niezwykłego, to znaczy osoby tak niezwykłego władcy.
Zrekonstruowana przez nowożytnych naukowców, przypuszczalna, niepełna lista uczestników soboru według prowincji Cesarstwa Rzymskiego, zawiera następujące liczby: Syria – 20 biskupów i 2 chorepiskopów, Palestyna – 18 biskupów, Izauria – 10 biskupów i 5 chorepiskopów, Egipt – 11 biskupów, Bitynia – 9 biskupów i 2 chorepiskopów, Fenicja – 10 biskupów, Pizydia – 10 biskupów, Cylicja – 9 biskupów i 1 chorepiskop, Lidia – 8 biskupów, Frygia – 7 biskupów, Pamfilia – 7 biskupów, Kapadocja – 5 biskupów i 2 chorepiskopów, Azja – 6 biskupów, Karia – 5 biskupów, Arabia – 5 biskupów, Mezopotamia – 5 biskupów, Armenia – 3 biskupów i 2 chorepiskopów, Galacja – 4 biskupów, Pont Polemoniacus – 3 biskupów, Paflagonia – 3 biskupów, Rzym – 2 prezbiterów, Wyspy – 2 biskupów, Libia – 2 biskupów, Cyrenajka – 2 biskupów, Cypr – 2 biskupów, Macedonia – 2 biskupów, Diopont – 2 biskupów, Achaja – 2 biskupów, Europa – 1 biskup, Licja – 1 biskup, Betyka – 1 biskup, Tesalia – 1 biskup.
Obradom zgromadzenia przewodniczył łacińskojęzyczny, hiszpański biskup Hozjusz z Kordoby, zaufany i doradca Konstantyna. Hozjusz pełnił zarazem funkcję przedstawiciela cesarza. Posługiwał się on biegle językiem greckim. W XIX i XX wieku część uczonych uważała, że przewodnictwo w niektórych dniach obejmowali także inni najważniejsi biskupi obecni w Nicei – Eustacjusz z Antiochii, Aleksander z Aleksandrii, Euzebiusz z Cezarei czy Euzebiusz z Nikomedii. Wśród badaczy z XXI wieku panuje zgoda, że Hozjusz był jedynym przewodniczącym zgromadzenia i prowadził całość obrad.

### Obsługa zgromadzenia
Każdemu biskupowi towarzyszyli w Nicei doradcy, sekretarze i służący. Sekretarze, zgodnie z ówczesnymi zwyczajami, sporządzali sprawozdania z obrad na potrzeby swojego biskupa. Funkcje doradców pełnili diakoni lub prezbiterzy. Obradom przysłuchiwało się więc kilkuset duchownych i urzędników. Ogólną liczbę osób towarzyszących biskupom, nowożytni uczeni obliczają na około 2 tysiące.
Spośród sekretarzy biskupów, z imienia znany jest tylko młody diakon Atanazy, który towarzyszył Aleksandrowi z Aleksandrii. Zachowały się imiona dwóch spośród urzędników obsługujących obrady. Kapadocki prezbiter Hermogenes transkrybował ostateczną redakcję wyznania wiary. Natomiast magister officiorum Philumenus nadzorował podpisywanie tego dokumentu.

## Przedmiot kontrowersji doktrynalnej

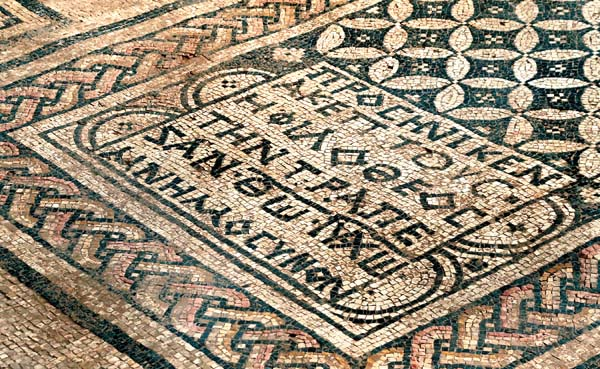
III-wieczna Inskrypcja z Megiddo: Pobożna Akeptous ofiarowała ten ołtarz Bogu Jezusowi Chrystusowi na pamiątkę. Uważana za najstarsze zachowane w oryginale świadectwo kultu Jezusa jako Boga. Odkryta w 2005 roku na mozaice w galilejskim Megiddo. Datowana na rok 235

### Kontrowersja aleksandryjska
Konflikt doktrynalny pomiędzy biskupem Aleksandrem z Aleksandrii a podległym mu prezbiterem Ariuszem rozpoczął się pomiędzy rokiem 318 a 322. W czasie polemik podjęto wiele wątków, nie tylko filozoficznych i teologicznych. Dyskusja naukowa przekształciła się stopniowo w konflikt społeczno-polityczny.
Po nieudanych próbach zdyscyplinowania Ariusza, Aleksander zwołał synod biskupów Egiptu, który potępił zbuntowanego prezbitera i popierających go duchownych. Z kolei zwolennicy Ariusza podpisali i rozpowszechnili pismo doktrynalne potępiające Aleksandra. Zwrócili się też z prośbą o wsparcie do Euzebiusza, biskupa stołecznej Nikomedii. Euzebiusz poparł Ariusza na dworze cesarskim i rozesłał listy do biskupów różnych prowincji państwa, w których ostro skrytykował poglądy i postępowanie Aleksandra. W odpowiedzi Aleksander napisał encyklikę skierowaną do biskupów i duchowieństwa, w której oskarżył Ariusza i jego zwolenników o nieposłuszeństwo i herezję.
Cesarz został powiadomiony o konflikcie. W roku 324 napisał do Aleksandra i Ariusza list, w którym skrytykował obu i stwierdził, że ścierają się o rzeczy małe i pozbawione znaczenia. Kilka miesięcy później, wobec narastających niepokojów społecznych w Egipcie, zrozumiał, że sytuacja jest poważna. Wysłał do Aleksandrii swojego osobistego przedstawiciela, Hozjusza z Kordoby. Celem misji Hozjusza było wypracowanie kompromisu. Konstantyn uznał za swój obowiązek zlikwidowanie konfliktu i odtworzenie jedności – perswazjami, naciskami, a w ostateczności represjami.
Zimą 325 roku Hozjusz przybył do Aleksandrii, gdzie przeprowadził rozmowy z biskupami i duchownymi egipskimi. Wiosną Hozjusz przewodniczył obradom synodu biskupów w syryjskiej Antiochii. Poparto na nim Aleksandra i usunięto z urzędów biskupów popierających Ariusza, między innymi Euzebiusza z Cezarei. W odpowiedzi Euzebiusz z Nikomedii i Euzebiusz z Cezarei zorganizowali synody w Bitynii i w Palestynie, na których poparto Ariusza a potępiono Aleksandra. Wobec rozszerzenia się konfliktu poza Egipt, Konstantyn zadecydował, że ostateczne rozstrzygnięcie kontrowersji aleksandryjskiej nastąpi latem w Nicei.

### Punkt wyjścia
Kult Jezusa jako Boga był mocno zakorzeniony w Kościele Cesarstwa. Pisarze żydowscy i politeistyczni często atakowali chrześcijan, zarzucając im dyteizm. Jednak myśliciele chrześcijańscy zgodni byli w sprawie boskości Syna Bożego, jego preegzystencji i roli w stworzeniu wszechświata. Większość z nich zgadzała się także co do braku równości między Ojcem a Synem. W tradycji chrześcijańskiej Ojciec był bowiem w jakiś sposób zawsze większy od Syna. Stanowisko to zwano subordynacjonizmem Niewielką mniejszość wśród teologów stanowili tak zwani modaliści, którzy bronili ścisłego monoteizmu. Według zwolenników modalizmu Jezus był postacią przez którą ludziom objawił się jedyny Bóg.
Dla Ariusza i Aleksandra interpretacja biblijnych tekstów o Jezusie była kluczem do zrozumienia chrześcijańskiego monoteizmu i odparcia zarzutów o dyteizm. Obie strony sporu zgadzały się, że źródłem doktryny chrześcijańskiej jest Biblia. Zgodnie z tekstami Nowego Testamentu uznawały historycznego Jezusa z Nazaretu za Syna Bożego. Twierdziły jednocześnie, że podstawową zasadą chrześcijaństwa jest monoteizm. Polemika toczyła się wokół problemu, jaka jest relacja między jedynym Bogiem a Synem Bożym. Ariusz i Aleksander próbowali w języku naukowym zdefiniować różnice i zależności.
Wykształcenie filozoficzne Ariusza i Aleksandra oparte było na platonizmie. Obaj posługiwali się neoplatońską terminologią naukową, zaczerpniętą z dzieł Orygenesa. Różnili się wykształceniem teologicznym. Ariusz studiował w Syrii, był uczniem Lucjana z Antiochii. Prawdopodobnie pracował ze swoim mistrzem nad redakcją tekstu bizantyjskiego Nowego Testamentu Od Lucjana Ariusz przejął poglądy subordynacjonistyczne, a w egzegezie literalną interpretację Biblii.

### Stanowisko Ariusza

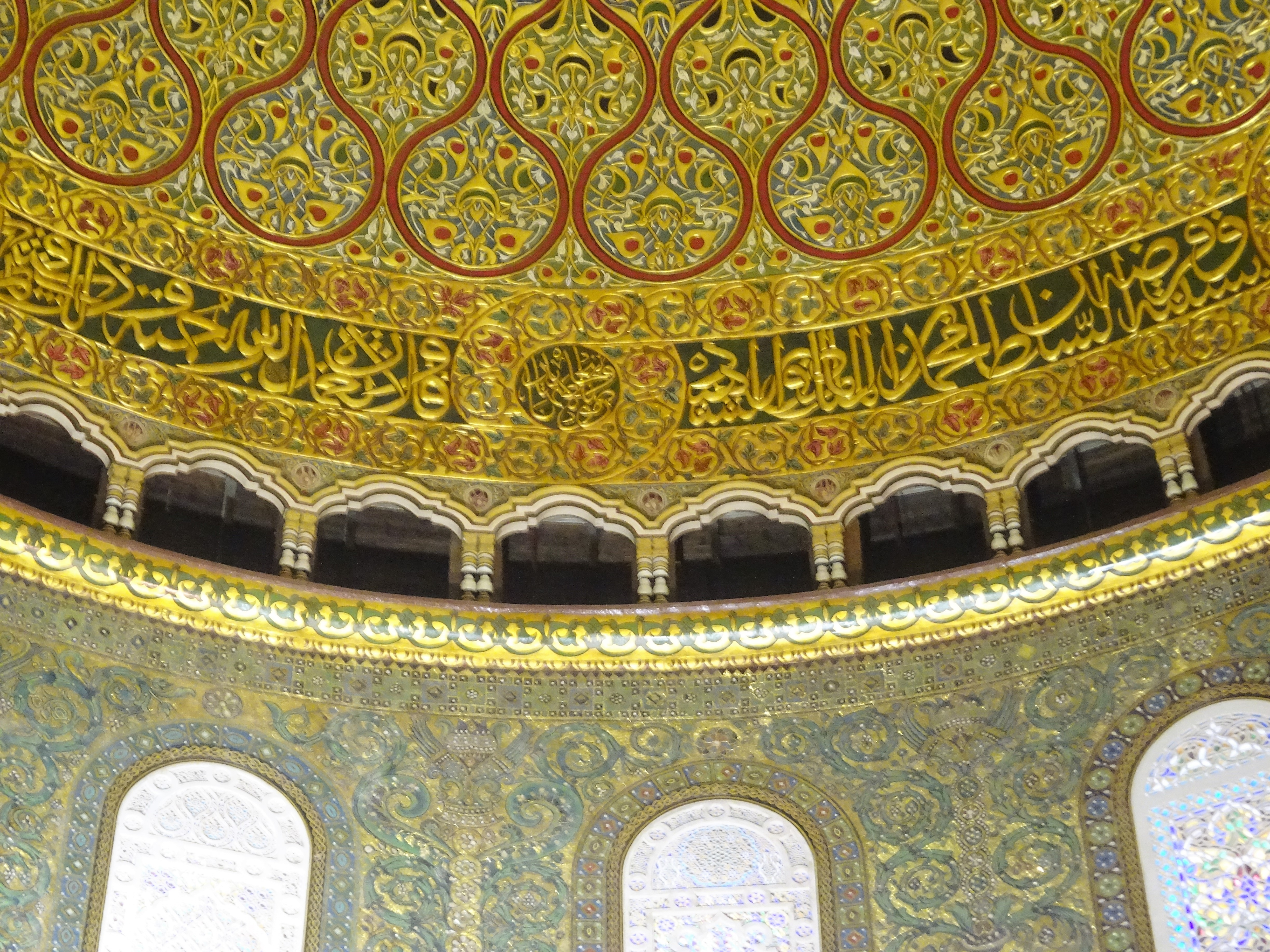
Antydyteistyczna inskrypcja z VII wieku wewnątrz Kopuły na Skale w Jerozolimie: Nie ma innych bogów niż Bóg. On jest jedyny. On nie ma towarzysza. Nie zniekształcaj religii. Nie mów nic o Bogu poza prawdą. Chrystus, Jezus syn Marii, był tylko Posłańcem Boga i Jego Słowem. Krytykę nicejskiej wersji monoteizmu wykorzystywano w okresie podbojów arabskich. Była doktrynalnym uzasadnieniem nakłaniania chrześcijan do konwersji na islam. Natomiast w Bizancjum uważano w VII wieku, że muzułmanie byli ariańskimi heretykami

Ariusz, prezbiter aleksandryjski pochodzący z Libii, stał się popularnym w Egipcie nauczycielem i mówcą. Był teologicznym konserwatystą, który zakwestionował to, co uważał za innowacje swojego biskupa. Zachowały się niewielkie fragmenty z licznych pism Ariusza. Jego listy cytowali Atanazy z Aleksandrii oraz starożytni historycy Kościoła. Ariusz był autorem poematu zatytułowanego Thalia (Thaleia). To zaginione dzieło jest znane z kilkudziesięciu wersów przytoczonych przez Atanazego.
Podstawową przesłanką doktryny Ariusza było filozoficzne twierdzenie o jedności i transcendencji Absolutu. Monoteistyczny Bóg nie dzieli swojego bytu z innym bóstwem, gdyż byłoby to sprzeczne z jego istotą. Bóg jest jedyny wieczny, jedyny bez początku, jedyny nieśmiertelny. Zdaniem Ariusza twierdzenie, że Syn jest z tej samej substancji co Ojciec, jest nie do utrzymania. Jego konsekwencją jest bowiem teza, że Jezus Chrystus jest oderwaną, zmieniającą się w czasie częścią Boga – a przecież Absolut nie podlega ani podziałom, ani zmianom.
Ariusz twierdził, że Syn Boży został powołany do istnienia aktem stworzenia z niczego (poiema) przez Boga Ojca. Ariusz połączył grecką ideą wiecznego wszechświata z biblijnym poglądem na historię jako proces linearny. Akt stworzenia był dla Ariusza wyrazem istoty Boga. Skoro Absolut jest niezmienny, nigdy nie mogło być takiego czasu, w którym Bóg nie byłby osobą stwarzającą. Dlatego czasoprzestrzenny wszechświat istniał zawsze, a Syn został stworzony w czasie. W swoich pismach filozoficznych Ariusz nazywał jedynego Boga pozaczasową i pozaprzestrzenną Monadą, natomiast Syna powołaną do życia w czasie i przestrzeni Diadą.
Ponieważ Syn jest stworzeniem (ktisma), to jak twierdził Ariusz: nie jest prawdziwym Bogiem, jest Bogiem tylko z nazwy. Jest pierwszym i największym ze stworzeń. Poprzez niego Bóg uformował cały wszechświat. Chrystus jest jednak omylny i podatny na cierpienie. Nie może też dokładnie znać Ojca, ponieważ Absolut jest niedostępny, niepoznawalny i niewysłowiony.

### Stanowisko Aleksandra
Z prac Aleksandra zachowało się jeszcze mniej, niż z dzieł Ariusza. Przetrwały dwa listy oraz encyklika. Zawierają one polemiki z Ariuszem, natomiast w bardzo niewielkim stopniu prezentują poglądy biskupa Aleksandrii. Zgodnie z tradycją Kościoła koptyjskiego, zapisaną już w pismach Cyryla, poglądy Aleksandra były zasadniczo identyczne z doktryną jego ucznia, Atanazego.
Krytykując Ariusza Aleksander twierdził, że jeżeli Syn miał początek w czasie, to nie może być odwiecznym Słowem Bożym. Jeżeli został stworzony, to byłby zmienny i śmiertelny, nadto nie mógł być tym, przez którego wszystko zostało stworzone. Dlatego odwieczny i jednorodzony Syn nie jest jednym ze stworzeń, ale Słowem, poprzez które Ojciec powołał do istnienia czasoprzestrzenny wszechświat. Jest doskonałym obrazem Ojca i blaskiem Jego chwały. Logos jest niezmienny i wieczny, a jego wiedza o Ojcu jest doskonała.
Według Aleksandra, skoro Absolut jest niezmienny, nie mogło być czasu, w którym Bóg nie był Ojcem. Syn został zrodzony poza czasem i przestrzenią, dlatego jest prawdziwym Bogiem. Uzasadniając to twierdzenie Aleksander jako pierwszy sformułował tezę, zgodnie z którą substancja (ousia) Syna jest podobna do substancji Ojca (homoios kat’ ousian). Jednocześnie Bóg Ojciec i Syn Boży to dwa odrębne podmioty (pragmata), dwie hipostazy, dwie natury (physeis).

## Przebieg obrad

### Otwarcie obrad

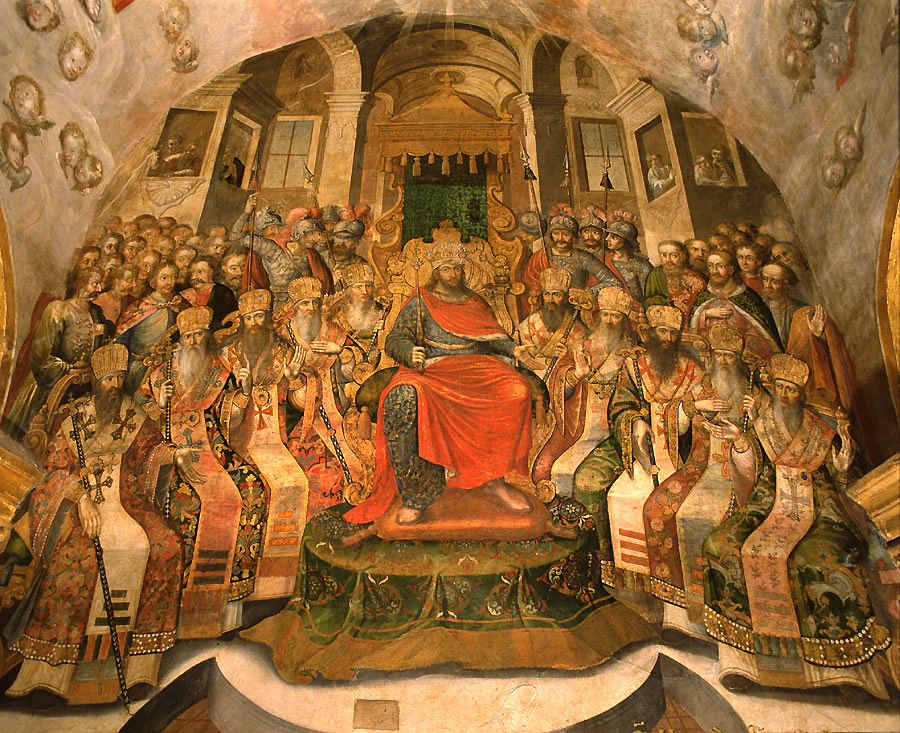
Sobór nicejski. XVIII-wieczny fresk w kościele nadbramnym Świętej Trójcy. Ławra Peczerska w Kijowie

Zgromadzenie rozpoczęło się 15 lipca 325 roku. Biskupi wypełnili ławy ustawione po obu stronach auli pałacu cesarskiego w Nicei. Gdy uczestnicy usiedli, zapadła cisza, a do sali zaczęli wchodzić najwyżsi urzędnicy państwowi, należący do cesarskiej świty. Po krótkiej przerwie wszyscy wstali, gdyż zabrzmiały trąby ogłaszające nadejście Konstantyna.
Cesarz uchylił protokół dworski i pozostawił na zewnątrz żołnierzy, którzy tworzyli jego osobistą ochronę. Wszedł do auli samotnie, odziany w purpurową szatę ozdobioną złotem i klejnotami. Gdy dotarł do końca sali postawiono przed nim, zamiast tronu, niewielki stołek. Symbolizował on fakt, że Konstantyn był obecny na obradach nie jako imperator, ale kapłan. Podobną wymowę miała nieobecność gwardzistów. Prosty stołek wykonano jednak ze złota, co miało podkreślić władzę, którą sprawował pontifex maximus. Cesarz usiadł na nim dopiero po uzyskaniu zgody biskupów.
Konstantyna powitał mową po grecku biskup, który zasiadał na prawo od cesarza. We współczesnej nauce uważa się, że był to Euzebiusz z Nikomedii jako biskup stolicy. Natomiast według Tedoreta z Cyru, przemawiał Eustacjusz z Antiochii jako biskup miasta uważanego za najstarszą stolicę chrześcijaństwa. Sozomen twierdził, że powitanie wygłosił Euzebiusz z Cezarei.
Cesarz odpowiedział przemówieniem wygłoszonym w języku łacińskim. Wyraził w nim radość z uczestniczenia w zgromadzeniu i nadzieję na współpracę państwa i Kościoła chrześcijańskiego. Namawiał też biskupów do zaniechania sporów i uzgodnienia wspólnego stanowiska: Gdy zaś niespodzianie posłyszałem o waszych nieporozumieniach, nie uważałem zgoła tego, co usłyszałem, za rzecz małej wagi, lecz pragnąc usilnie, ażebym i w tej sprawie znalazł lekarstwo współpracą swoją, zwołałem niezwłocznie wszystkich i cieszę się, spoglądając na wasze poważne zgromadzenie. Wówczas przecież tylko uważać będę, iż spełniło się życzenie moje, że wszyscy, duchem silnie złączeni, będą jednej pokój i pewność niosącej myśli.
Po przemówieniu Konstantyn usiadł na uboczu, ale w taki sposób, aby móc uczestniczyć w dyskusjach. Cesarz nie przewodniczył obradom. Nie miał też prawa do uczestniczenia w głosowaniach. Dlatego zwrócił się do kierujących zgromadzeniem (proedroi) z prośbą o dalsze procedowanie. Przewodnictwo obrad objął Hozjusz z Kordoby.

### Wyznanie wiary

#### Bitwa na cytaty

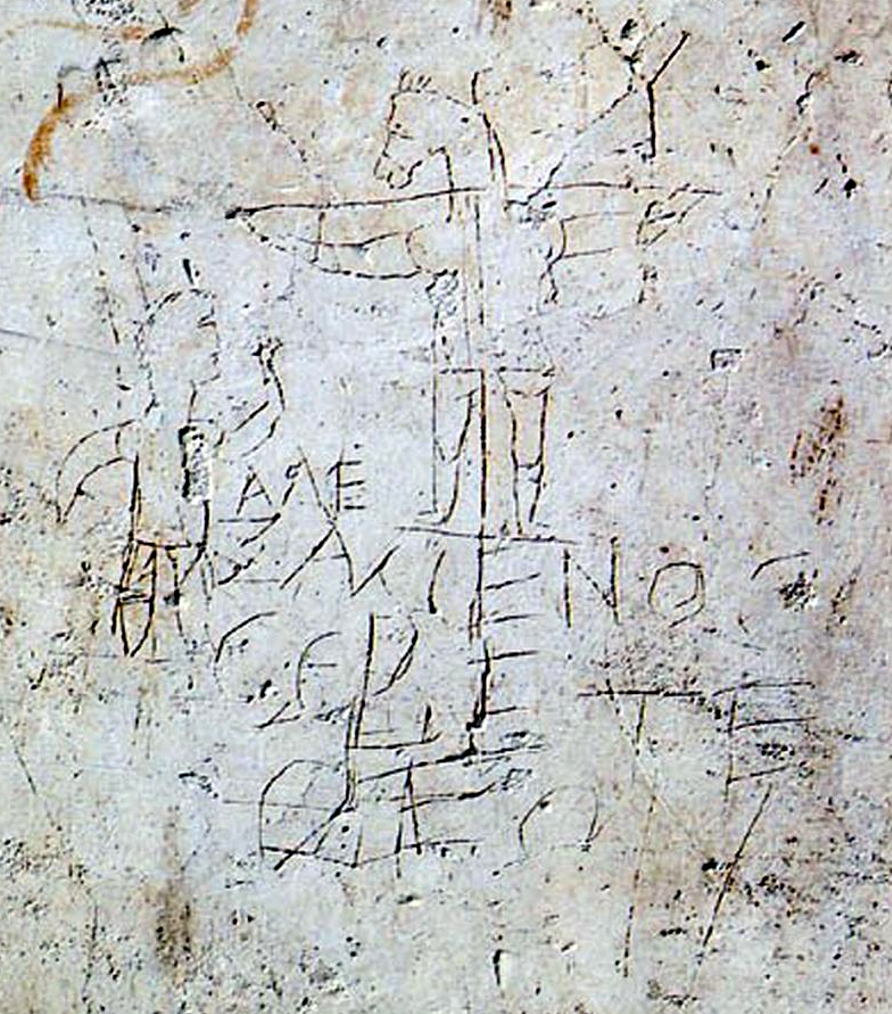
Graffiti Alexamenosa z III wieku: Alexamenos czci swojego boga. Pośrednie świadectwo kultu Jezusa jako Boga, pochodzące z antychrześcijańskiego graffiti. Odnalezione w XX wieku między Palatynem a Koloseum w Rzymie

Uzgodnione stanowisko doktrynalne, na życzenie Konstantyna, miano wyrazić w definicji doktrynalnej, którą nazwano wyznaniem wiary. Przed soborem wyznanie wiary było używane w gminach chrześcijańskich podczas rytu chrztu. Miało najczęściej krótki charakter, pozwalało neoficie publicznie zadeklarować wiarę w Boga Ojca, Jezusa Chrystusa i Ducha Świętego. Jak wynika ze źródeł, nie pojawiła się potrzeba ujednolicania wyznań wiary – każdy Kościół lokalny używał swojego własnego tekstu. Badaczom nie jest znany żaden wcześniejszy synod, na którym omawiano sprawę wyznania wiary. Problem ten pojawił się, na życzenie Konstantyna, dopiero przed obradami w Nicei.
W średniowiecznych legendach twierdzono, że podczas dyskusji w Nicei biskupi bronili boskości Chrystusa. Boskość Syna Bożego mieli negować zwolennicy Ariusza. Jest to twierdzenie nieprawdziwe, które pochodzi z treści różnych dzieł polemicznych napisanych już po soborze. W polemikach tych zwolennicy nicejskiego wyznania wiary wyprowadzali z poglądów adwersarzy skrajne, niezgodne z ich rzeczywistymi twierdzeniami, konsekwencje. W dyskusjach doktrynalnych podczas obrad nikt nie popierał Ariusza, nikt też nie negował boskości Chrystusa. Nie jest też prawdziwe twierdzenie, że na soborze dyskutowano naukę o Trójcy Świętej. Problem boskości Ducha Świętego w ogóle się nie pojawił. Przedmiotem kontrowersji było ustalenie relacji między Bogiem Ojcem a Synem Bożym. Biskupi dyskutowali nad sprecyzowaniem statusu ontologicznego boskości Chrystusa.
Obie strony sporu oskarżały się wzajemnie o herezję. Modaliści twierdzili, że subordynacjoniści obniżali status Syna, którego pełna, doskonała boskość była warunkiem skutecznego odkupienia człowieka. Natomiast subordynacjoniści zarzucali modalistom, że godzili w samo jądro chrześcijaństwa, podważając wiarę w odrębną osobę Syna Bożego. Na soborze do przywódców obozu modalistów zaliczani byli Aleksander z Aleksandrii i Marceli z Ancyry. Natomiast za liderów subordynacjonistów uważani byli Euzebiusz z Cezarei i Euzebiusz z Nikomedii. Współcześni badacze uważają, że większość obecnych w Nicei biskupów wspierała koncyliacyjne wysiłki Konstantyna oraz Hozjusza z Kordoby i próby zawarcia kompromisu.
W pierwszej części obrad obie strony sporu starały się udowodnić własne tezy za pomocą cytatów z Pisma Świętego i wprowadzić odpowiednie sformułowania z Biblii do wyznania wiary. Historycy nazywają zazwyczaj tę część obrad soboru nicejskiego „bitwą na cytaty”.
Uczestnicy soboru nie znali twierdzenia, że wchodzące w skład Biblii księgi wymagają interpretacji historycznej czy literackiej. Tego typu interpretacje Pisma Świętego powstaną dopiero w następnych wiekach. Biskupi wskazywali teksty wyjaśniające boskość Chrystusa atomizując Biblię, interpretowali oderwane fragmenty nie zwracając uwagi na kontekst. Sprzeczności i trudności pozwalała im ominąć interpretacja alegoryczna. W tak traktowanej Biblii każdy z uczestników soboru mógł znaleźć to, czego szukał, a obie strony sporu potrafiły zręcznie posługiwać się odpowiednimi do ich tez cytatami.
Subordynacjoniści powoływali się przede wszystkim na dwa teksty z Ewangelii Marka. Pierwszy wskazywał – ich zdaniem – na wyraźną różnicę ontologiczną między dwoma osobami i podporządkowanie Syna Ojcu: Gdy wybierał się w drogę, przybiegł pewien człowiek i upadłszy przed Nim na kolana, pytał Go: «Nauczycielu dobry, co mam czynić, aby osiągnąć życie wieczne?» Jezus mu rzekł: «Czemu nazywasz Mnie dobrym? Nikt nie jest dobry, tylko sam Bóg» (Mk 10, 17–18). Podobnie drugi cytat: Zaprawdę, powiadam wam: Nie przeminie to pokolenie, aż się to wszystko stanie. Niebo i ziemia przeminą, ale słowa moje nie przeminą. Lecz o dniu owym lub godzinie nikt nie wie, ani aniołowie w niebie, ani Syn, tylko Ojciec (Mk 13, 30–32). Posługiwali się też Ewangelią Jana: Słyszeliście, że wam powiedziałem: Odchodzę i przyjdę znów do was. Gdybyście Mnie miłowali, rozradowalibyście się, że idę do Ojca, bo Ojciec większy jest ode Mnie (J 14, 28). Ojcze, nadeszła godzina. Otocz swego Syna chwałą, aby Syn Ciebie nią otoczył i aby mocą władzy udzielonej Mu przez Ciebie nad każdym człowiekiem dał życie wieczne wszystkim tym, których Mu dałeś. A to jest życie wieczne: aby znali Ciebie, jedynego prawdziwego Boga, oraz Tego, którego posłałeś, Jezusa Chrystusa (J 17, 1–3). Wstępuję do Ojca mego i Ojca waszego oraz do Boga mego i Boga waszego (J 20, 17).
Przeciwnicy subordynacjonistów odpowiadali na te cytaty wykładnią, że Ojciec jest większy niż Syn, gdyż jest niezrodzony, podczas gdy Syn został zrodzony przez Ojca – obaj mają jednak tę samą rangę i współdzielą jeden byt. Uzasadniali swoje stanowisko cytatami z tejże Ewangelii Jana, które – ich zdaniem – wskazywały na ontologiczną jedność Ojca i Syna: Na początku było Słowo, a Słowo było u Boga, i Bogiem było Słowo. Ono było na początku u Boga (J 1, 1–2). Ja i Ojciec jedno jesteśmy (J 10, 30). Rzekł do Niego Filip: «Panie, pokaż nam Ojca, a to nam wystarczy». Odpowiedział mu Jezus: «Filipie, tak długo jestem z wami, a jeszcze Mnie nie poznałeś? Kto Mnie zobaczył, zobaczył także i Ojca. Dlaczego więc mówisz: „Pokaż nam Ojca?” Czy nie wierzysz, że Ja jestem w Ojcu, a Ojciec we Mnie? Słów tych, które wam mówię, nie wypowiadam od siebie. Ojciec, który trwa we Mnie, On sam dokonuje tych dzieł (J 14, 8–10). Subordynacjoniści odpowiadali na te cytaty tezą, że Syn nie może reprezentować ostatecznej rzeczywistości Ojca, ponieważ Ten, który jest nie może być w Tym, który jest. Jedność Ojca i Syna z powyższych cytatów – ich zdaniem – miała charakter moralny, a nie ontologiczny.

#### Odczytanie Thalii

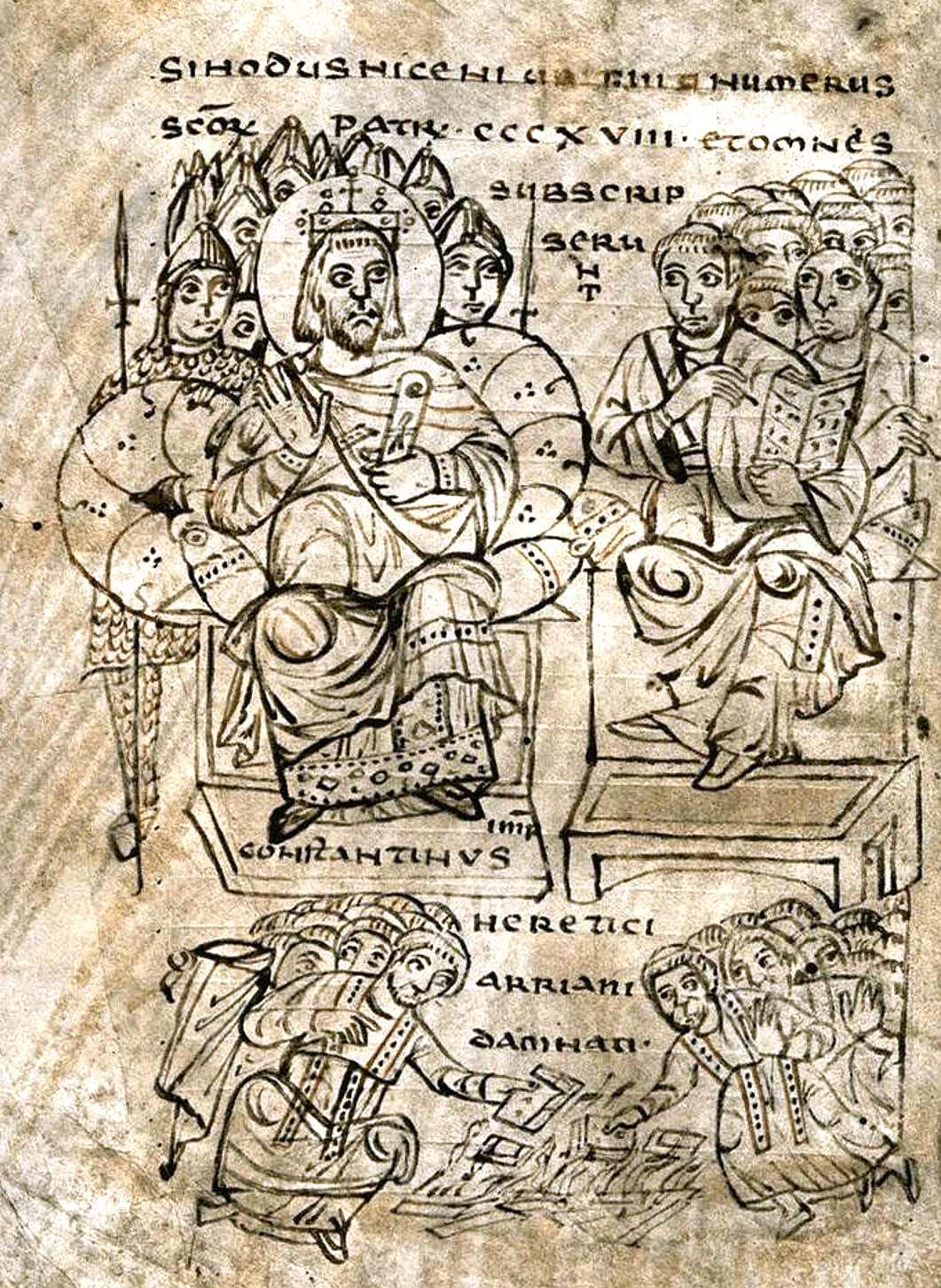
Cesarz Konstantyn na soborze nicejskim. Miniatura z rękopisu prawa kanonicznego, spisanego w północnej Italii około 825 roku. Ukazuje palenie ksiąg ariańskich. W Nicei do tego nie doszło. Biblioteca Capitolare w Vercelli, sygnatura MS CLXV

Gdy obie strony sporu zakończyły niezwieńczoną wspólnym wnioskiem dyskusję na cytaty, jeden z biskupów – prawdopodobnie Aleksander z Aleksandrii – odczytał tekst poematu Thalia autorstwa Ariusza.
Na tezy zawarte w Thalii większość uczestników obrad zareagowała oburzeniem. Postawiło to subordynacjonistów w trudnej sytuacji, w której nawet Euzebiusz z Nikomedii oraz Euzebiusz z Cezarei skrytykowali doktrynę Ariusza. Jak stwierdzili, mimo że Chrystus jest podporządkowany Ojcu, to nie został stworzony z niczego, ale zrodzony przez Boga. Ich zdaniem, zrodzenie Syna z Ojca nastąpiło przed stworzeniem czasu (przed wszystkimi wiekami), dlatego nie mogło być czasu, w którym Chrystus nie istniał. Po przeprowadzeniu tej dyskusji uzgodniono wspólne wnioski, w których potępiono tezy Ariusza z Thalii. Na tej podstawie sformułowano anatematyzmaty (wyklinania), które w toku dalszych obrad zostały włączone do wyznania wiary.
W ten sposób uchwalono jeden z podstawowych punktów doktryny nicejskiej. Było to filozoficzne i teologiczne rozróżnienie między boskim aktem stworzenia a zrodzeniem z Boga. Jak uzgodniono podczas soboru, stworzenie jest aktem woli Boga, a jego wola jest ontologicznie różna od jego istoty (ousia). Natomiast zrodzenie następuje z istoty Boga. Dlatego natura boska Syna i natura stworzona człowieka są odrębnymi i całkowicie różnymi sposobami istnienia.

#### Propozycja kompromisu
Po uzgodnieniu anatematyzmatów Euzebiusz z Cezarei zaproponował, żeby punktem wyjścia do dalszej dyskusji został – przygotowany przez niego i uzgodniony na lokalnych synodach – umiarkowanie subordynacjański projekt wyznania wiary, którego tekst opierał się na formule chrzcielnej stosowanej w Cezarei Palestyńskiej. Propozycja ta została przyjęta.
Rozpoczęła się dyskusja i wnoszenie poprawek do tekstu Euzebiusza, który brzmiał: Wierzymy w jednego Boga, Ojca wszechmogącego, Stworzyciela wszystkich rzeczy widzialnych i niewidzialnych oraz w jednego Pana, Jezusa Chrystusa, Słowo Boga, Boga z Boga, światłość ze światłości, życie z życia, Syna jednorodzonego, pierworodnego całego stworzenia, zrodzonego z Ojca przed wszystkimi wiekami, przez którego wszystko się stało, który dla naszego zbawienia przybrał ciało i przebywał między ludźmi, cierpiał, trzeciego dnia zmartwychwstał, wstąpił do Ojca, ponownie przyjdzie w chwale sądzić żywych i umarłych. Wierzymy także w jednego Ducha Świętego. Jednocześnie wierzymy, że każdy z Nich jest oraz istnieje [podmiotowo]: Ojciec jest prawdziwie Ojcem, Syn prawdziwie Synem, Duch Święty prawdziwie Duchem Świętym.
Niemal wszystkie źródła starożytne są zgodne, że podczas długiej i burzliwej dyskusji nad projektem Euzebiusza, Konstantyn doprowadził do uzgodnienia kompromisu. Według relacji Sokratesa Scholastyka: Cierpliwie przysłuchiwał się wszystkim wywodom i z wytężoną uwagą śledził wysuwane wnioski. Częściowo wtrącał swe krytyczne uwagi w wypowiedzi obu stron i w ten sposób powoli przybliżał przeciwne stanowiska, wnosząc atmosferę wzajemnej życzliwości. Przemawiając zaś czystą greczyzną, jako że znał również i ten język, był jakoś tym bardziej przyjemny i miły, jednych przekonując, drugich nawet zawstydzając swą biegłością; wyrażających słuszne opinie obsypywał pochwałami. I kiedy tak nakłaniał wszystkich do jednomyślności, udało mu się doprowadzić ich do całkowitej zgodności opinii i przekonań w spornych dotąd sprawach.
Kompromis polegał na dodaniu do subordynacjańskiego tekstu wyznania wiary autorstwa Euzebiusza z Cezarei sformułowania, że Syn jest współistotny (ὁμοούσιος, homoousios) Ojcu oraz wykreślenia ostatniego zdania, mówiącego o istnieniu podmiotowo trzech osób boskich. Zdanie to proponowano zastąpić twierdzeniem, że Syn jest z substancji (οὐσία, ousia) Ojca oraz tej samej osoby (ὑπόστᾰσις, hipostazy) co Ojciec.

#### Uzgodnienie tekstu
Nie zachował się żaden przekaz o szczegółach dyskusji nad terminami zaproponowanymi przez Konstantyna lub Hozjusza. Wiadomo jedynie, że Euzebiusz z Cezarei oraz Euzebiusz z Nikomedii zażądali dokładnego wyjaśnienia znaczenia tych terminów, co uczyniono już po uchwaleniu tekstu.
Termin homoousios był jedynym słowem w zaproponowanym tekście wyznania wiary, które nie występowało w Biblii. Miał też złe – z punktu widzenia chrześcijaństwa – tradycje filozoficzne. Został zapożyczony od gnostyków i chociaż sporadycznie stosowali go wcześniej Orygenes, Metody z Olimpu i Dionizy Aleksandryjski, to nie wszedł do powszechnego użycia. Podczas obrad początkowo szokował wielu biskupów – trudno im było pogodzić się zamiarem opisywania chrześcijańskiego Boga za pomocą terminu nieznajdującego się w Piśmie Świętym.
Sformułowane podczas dyskusji i zapisane w końcowym dokumencie wyznanie wiary brzmiało: Wierzymy w jednego Boga Ojca Wszechmogącego, Stworzyciela wszystkich rzeczy widzialnych i niewidzialnych, i w jednego Pana naszego Jezusa Chrystusa, Syna Bożego, zrodzonego z Ojca, jednorodzonego, to znaczy z substancji (ousia) Ojca, Boga z Boga, światłość ze światłości, Boga prawdziwego z Boga prawdziwego, zrodzonego, nie stworzonego, współistotnego (homoousios) Ojcu, przez którego zostały uczynione wszystkie rzeczy tak na niebie, jak na ziemi; który zstąpił dla nas i dla naszego zbawienia; przyjął ciało i stał się człowiekiem, i poniósł mękę, i zmartwychwstał dnia trzeciego, i wstąpił do nieba; i przyjdzie sądzić żywych i umarłych. Wierzymy w Ducha Świętego. Jeśli zaś chodzi o tych, którzy mówią, że był czas, kiedy Go, Syna, nie było i że przed narodzeniem nie istniał, i że został powołany z niczego, albo którzy twierdzą, że Syn Boży jest z innej hipostazy lub ousia, albo że jest stworzony, lub że podlega przemianie i zmianie – tych Kościół katolicki i apostolski wyklina.
Powyższy tekst wyznania wiary podany został za Atanazym z Aleksandrii. W tekście przekazanym przez Euzebiusza z Cezarei nie ma w ostatnim zdaniu sformułowania albo że jest stworzony.
Podpisy pod wyznaniem wiary złożyli wszyscy biskupi poza dwoma – Libijczykami Sekundusem z Ptolemaidy i Teonasem z Marmaryki.

#### Wyjaśnienie użytych terminów
Uchwalone wyznanie wiary wymagało filozoficznego i teologicznego wyjaśnienia, gdyż użyte w nim pojęcia można było rozumieć na różne sposoby. Niewielkie fragmenty tekstu wyjaśnienia wyznania wiary zachowały się w przekazie Euzebiusza z Cezarei, który zinterpretował go subordynacjonistycznie. Późniejsze polemiki przekazywały informacje o wyjaśnieniu w zróżnicowany sposób, w zależności od poglądów autora. Z tego powodu wśród nowożytnych historyków, teologów i filozofów toczy się od wielu lat dyskusja na temat rzeczywistego znaczenia użytych w wyznaniu wiary terminów filozoficznych.
W starożytnej literaturze filozoficznej platoński termin ousia (substancja) występował w dwóch znaczeniach – identyczności rodzajowej różnych rzeczy lub też identyczności liczbowej różnych rzeczy. Służył więc do wskazania wspólnego tworzywa dla kilku jednostek danej klasy albo grupy identycznych jednostek. Euzebiusz z Cezarei oraz jego zwolennicy zaakceptowali termin ousia po przyjęciu wyjaśnienia, że dotyczył on jedności rodzajowej. Gdyby podejrzewali, że pod tym pojęciem kryje się identyczność liczbowa Ojca i Syna, zaprotestowaliby. Jednak różni autorzy, już po soborze, interpretowali termin ousia liczbowo. Nauka o liczbowej identyczności substancji Ojca i Syna została stopniowo przyjęta przez większość zwolenników nicejskiego wyznania wiary. Subordynacjoniści, uczestnicy soboru, protestowali w następnych latach przeciwko takiej interpretacji terminu ousia, gdyż była ona ich zdaniem niezgodna z przyjętym podczas obrad w Nicei wyjaśnieniem.
Jeszcze bardziej kontrowersyjne od wprowadzenia terminu ousia było dla wielu biskupów sformułowanie potępiające tych, którzy negują, że Syn jest z tej samej hipostazy co Ojciec. Termin hipostaza był przyjmowany w ówczesnej filozofii najczęściej jako odnoszący się do bytu indywidualnego, więc proponowany tekst brzmiał tak, jakby sobór negował odrębną indywidualność Syna. Pojęcie hipostazy występowało w filozofii starożytnej w przynajmniej dwóch znaczeniach. Przez stoików rozumiane było jako fizyczna podstawa bytu, która determinuje to, kim jest dana osoba. Natomiast neoplatończycy określali terminem hipostaza byt wyłaniający się bezpośrednio z Absolutu. Pierwsze z tych znaczeń było niedalekie terminowi ousia a oba pojęcia mogły być traktowane jako bliskoznaczne. Natomiast w znaczeniu neoplatońskim hipostaza wskazywała na konkretny, indywidualny byt osobowy. Nie jest znany dokładna interpretacja przyjęta na soborze, ale subordynacjoniści mogli zaakcaptować identyczność hipostaz jedynie w znaczeniu podstawy determinującej istotę danej osoby.
Tak sformułowane wyjaśnienia pozwoliły podczas obrad zaakceptować tekst wyznania wiary zwolennikom różnych stanowisk teologicznych. Jak stwierdził Euzebiusz z Cezarei po soborze: I ja sam również odniosłem wrażenie, że słusznie postąpię wyrażając swą zgodę na tego rodzaju interpretację.

### Problem Wielkanocy
Druga ważna decyzja podjęta w Nicei dotyczyła ujednolicenia terminu świętowania Wielkanocy w Cesarstwie Rzymskim. We współczesnej nauce przyjmuje się zazwyczaj, że problem Wielkanocy był tym punktem porządku obrad, który zrealizowano po uzgodnieniu wyznania wiary. Stało się tak na życzenie Konstantyna. Pragnienie jedności, które ukształtowało podejście cesarza do debat teologicznych, leżało również u podstaw jego wizji codziennego życia obywateli. W swoich dekretach podkreślał potrzebę ujednolicenia terminów i zasad celebrowania wszystkich świąt w całym państwie.
W zachodnich prowincjach Cesarstwa biskup Rzymu Wiktor przeforsował już w II wieku świętowanie Wielkanocy w pierwszą niedzielę po 14 dniu żydowskiego miesiąca nisan. Podobny termin ustalono w Egipcie. Jednak w niektórych prowincjach wschodnich święcono Wielkanoc dokładnie 14 nisan. Wyznaczano ten dzień według kalendarza hebrajskiego. Obchodzono Wielkanoc z początkiem żydowskiego święta Paschy, niezależnie od tego, jaki dzień tygodnia wypadał tego dnia według państwowego kalendarza juliańskiego.
Zwolenników 14 nisan zwano kwartodecymanami. Podczas obrad temu stronnictwu przewodził Euzebiusz z Nikomedii. Jednomyślność przedstawicieli północy, południa i zachodu państwa zwyciężyła nad mniejszością, która broniła swojego dawnego zwyczaju. Biskupi Syrii, Mezopotamii i Cylicji musieli się zobowiązać do porzucenia własnych tradycji.
Zgromadzenie zadecydowało o świętowaniu Wielkanocy według kalendarza juliańskiego – zawsze w pierwszą niedzielę po pierwszej wiosennej pełni Księżyca. Ustalono, że corocznie dokładną datę będą oficjalnie wyznaczać uczeni aleksandryjscy, na podstawie wyliczeń faz Księżyca i wiosennego zrównania dnia z nocą.

### Kanony dyscyplinarne
Sprawy organizacyjne i dyscyplinarne dyskutowano, jak się uważa, w ostatnich dniach obrad. Podjęte decyzje spisano w dwudziestu kanonach uchwalonych jednomyślnie. Wiadomo, że odrzucono jeden wniosek, dotyczący wprowadzenia obowiązkowego celibatu dla biskupów, prezbiterów i diakonów. Mowę przeciwko wprowadzeniu celibatu dla duchowieństwa wygłosił Pafnucy z Tebaidy a większość uczestników soboru poparła go.
W sprawie egipskich melecjan podjęto decyzję zatwierdzającą biskupa Melecjusza z Lykopolis na urzędzie. Zakazano mu jednak wyświęcenia prezbiterów i diakonów. Duchowni wcześniej przez niego wyświęceni zobowiązani zostali do uznania zwierzchnictwa biskupa Aleksandrii, który miał nałożyć na nich ręce i zadecydować o ich dalszym statusie w Kościele egipskim.
Natomiast w kwestii afrykańskich nowacjan zadecydowano, że można ich przyjmować do Kościoła bez żadnych dodatkowych obrzędów, jeżeli wykażą się znajomością prawd wiary, tolerancją wobec tych, którzy upadli w okresach prześladowań oraz życzliwością dla osób ponownie wstępujących w związki małżeńskie. Święcenia diakonów, prezbiterów i biskupów nowacjańskich uznano za ważne, jednak nakazano tym duchownym poddanie się obrzędowi nałożenia rąk przez lokalnego biskupa. Biskupi nowacjańscy zostali zobowiązani do opuszczenia miasta, jeżeli rezydował w nim prawowierny biskup.
Względem kobiet uchwalono, że diakonisy nie należą do stanu duchownego, lecz do świeckiego – nie można więc twierdzić, że mają niższe święcenia kapłańskie. Duchownym przypomniano, że w ich domach mogą przebywać jedynie ich żony, matki, siostry lub ciotki. Wyjątek ustanowiono dla kobiet niewzbudzających podejrzeń.
W sprawie kapłanów sobór postanowił, że do święceń nie wolno dopuszczać eunuchów z własnego wyboru oraz neofitów. Uznano, że powinni zostać pozbawieni urzędu duchowni, którym udowodniono poważny występek (także jeszcze sprzed święceń), apostazję podczas prześladowań lub uprawianie lichwy. Uchwalono również, że kapłan (nawet biskup) nie może zmieniać swojego miejsca posługiwania i jest nim związany do końca życia.
W kwestii biskupów zadecydowano, że w ich wyświęcaniu musi brać udział co najmniej trzech innych biskupów działających za zgodą metropolity. Wszyscy biskupi prowincji powinni spotykać się na lokalnych synodach przynajmniej dwa razy w roku – wiosną i jesienią – w celu załatwienia bieżących spraw. Przypomniano, że całe duchowieństwo miasta podlega władzy biskupa, który jest za nie odpowiedzialny. Natomiast biskupi podlegają władzy metropolity, który odpowiada za całą prowincję.
Sobór potwierdził przywilej ponadmetropolitalnej władzy biskupów Rzymu, Aleksandrii i Antiochii, wskazując na tradycję sięgającą niepamiętnych czasów. Jednakże tylko wobec biskupa Aleksandrii wyliczył prowincje podlegających jego jurysdykcji. Nadał też specjalny status biskupowi Jerozolimy.

### Zamknięcie obrad

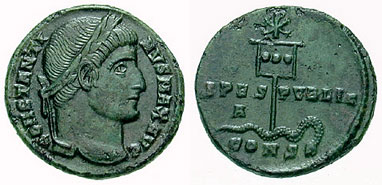
Moneta wybita w 337 roku w Konstantynopolu. Na awersie wizerunek cesarza Konstantyna w wieńcu laurowym. Na rewersie łaciński napis SPES PUBLICA i labarum z trzema medalionami przekłuwające węża, zwieńczone chrystogramem

Obrady zamknięto 25 lipca 325 roku. Kancelaria cesarska sporządziła tego dnia encyklikę, którą rozesłano do wszystkich miast i urzędów w państwie Streszczono w niej powzięte w Nicei decyzje i nadano im moc edyktów cesarskich. Konstantyn napisał nadto osobiste listy, wysłane do kilku najważniejszych miast, w których potwierdził swoje poparcie dla postanowień zgromadzenia biskupów.
25 lipca rozpoczynały się vicennalia. Z tego powodu, po zamknięciu obrad soboru, jego uczestnicy zostali przewiezieni do pałacu cesarskiego w pobliskiej, stołecznej Nikomedii. Wieczorem wzięli udział w formalnym bankiecie cesarskim. Konstantyn zainaugurował obchody rocznicowe od uczty z najważniejszymi urzędnikami państwa i zaproszonymi gośćmi, w tym także z biskupami.
W przeciwieństwie do ceremonii otwarcia soboru, cesarzowi towarzyszyli podczas bankietu gwardziści. Dla tych biskupów, którzy przeżyli zakończone kilkanaście lat wcześniej wielkie prześladowanie, przebywanie obok żołnierzy podczas oficjalnej uroczystości państwowej było niezwykłym doświadczeniem.
Na koniec bankietu cesarz rozdał gościom kosztowne podarunki, stosowne do rangi każdego z obdarowanych. Zapowiedział też przesłanie zapomóg pieniężnych biskupom, którzy z przyczyn finansowych lub zdrowotnych nie mogli przybyć do Nicei. W przemówieniu wezwał chrześcijan do współpracy z władzą państwową, a obywateli do przestrzegania tolerancji religijnej w państwie.

## Następstwa soboru

### Podziały społeczne
Historycy podkreślają, że nie można współczesnego stanu świadomości społecznej – w której teologia i filozofia nie interesują prawie nikogo poza wąskim gronem specjalistów – przenosić na mentalność społeczeństwa Cesarstwa Rzymskiego. W okresie późnej starożytności namiętnie dyskutowano kwestie doktrynalne. Dyskusje takie nie toczyły się jedynie wśród duchowieństwa czy uczonych. Jak wynika ze źródeł, podziały przenosiły się nawet na najniższe warstwy społeczne, doprowadzając niekiedy do rozruchów. Ówcześni teolodzy i filozofowie potrafili dla własnych celów posługiwać się tłumami, które na ich wezwanie gromadziły się w bazylikach czy na placach miast. Znane są, na przykład, relacje z wielkich manifestacji, które w obronie nicejskiego wyznania wiary organizował Atanazy z Aleksandrii. Podobne manifestacje zwoływali także przeciwnicy decyzji soboru w Nicei.
Zachował się przekaz Grzegorza z Nyssy o atmosferze, jaka panowała w Konstantynopolu wokół nicejskiego wyznania wiary. Według Grzegorza w mieście powszechnie dyskutowano kwestie filozoficzne i teologiczne – robili to np. handlowcy, finansiści, czy restauratorzy. Nawet ludzie należący do ówczesnych nizin społecznych pasjonowali się kontrowersją: Można zobaczyć, jak niewolnicy zdatni najwyżej do otrzymania batów lub zbiegowie spod władzy włodarzy dostojnie filozofują o niepojętych tajemnicach. Pełno ich w mieście – na ulicach, na rynkach, na targu, na skrzyżowaniach. Wejdziesz do kramarza, do krawca, do lichwiarza, mówisz o cenach – a oni ci wygarniają mowę o gennetos (zrodzony) i agennetos (niezrodzony). Pytasz o cenę chleba – odpowiadają ci: „Ojciec jest większy, a Syn jest sługą”. Mówisz: „ta wanna mi się podoba”, a oni ci wyjaśniają, że Syn powstał z niebytu.

### Kryzys nicejski
Decyzje podjęte w roku 325 na zgromadzeniu biskupów w Nicei nie zakończyły dyskusji doktrynalnych w Kościele chrześcijańskim. Głęboko zakorzenione, teologiczne podziały zaostrzyły się i doprowadziły do długoletniego konfliktu.
Opisujący kryzys nicejski historyk Sokrates Scholastyk, pozostawił relację o braku wzajemnego zrozumienia po obu stronach konfliktu: To co się działo miało wszelkie cechy podobieństwa do walki prowadzonej w nocnych ciemnościach (nychtomachia); odnosiło się wrażenie, że nikt w ogóle nie rozumie dobrze, w imię czego kruszy kopie i dlaczego jeden drugiego obsypuje obelgami i spotwarza. Ci, którzy uchylili się przed przyjęciem wyrażenia „współistotny”, uważają, że ci, co je przyjmują, wprowadzają naukę Sabeliusza i Montanusa. I dlatego nazywali ich bluźniercami jako tych, którzy przeczą istnieniu Syna Bożego. Ci natomiast, co usilnie się trzymali określenia „współistotny”, uważając, że wszyscy inni wprowadzają wielobóstwo, odwracali się od nich jako od tych, którzy wprowadzają naukę pogańską. (...) A skoro jedni i drudzy twierdzili, że Syn Boży jest odrębną osobą i ma byt rzeczywisty, i zgadzali się ze sobą, że jest jeden Bóg w trzech osobach, zupełnie nie rozumiem, jak nie zdołali znaleźć wspólnego języka i przez to w żaden sposób nie potrafili zachować spokoju.
Wśród zwolenników rozstrzygnięć z Nicei doszło stopniowo do podziału na dwa stanowiska. Stronnictwo staronicejskie, na czele którego stal Marceli z Ancyry, broniło – literalnie rozumianego – każdego zapisu sformułowanego w nicejskim wyznaniu wiary. Według staronicejczyków Ojciec i Syn mają te same, identyczne substancje oraz hipostazy – czyli są jedną osobą. Natomiast stronnictwo nowonicejskie stopniowo zaakceptowało korekty w wyznaniu wiary. Jeszcze w 343 roku Atanazy z Aleksandrii wraz z innymi biskupami podpisał, na synodzie w Serdyce, formułę o Bogu w jednej hipostazie, która później – na soborze w Konstantynopolu – uznana została za heretycką. Jednak stopniowo nowonicejczycy skłonili się do uznania, że Syn jest odmiennej osoby (hipostazy) od Ojca. Gotowi byli zaakceptować taką zmianę, jednak przy zachowaniu formuły, że Syn jest tej samej substancji (ousia) co Ojciec. Teologiczne uzasadnienie tak brzmiącej korekty nicejskiego wyznania wiary sformułowali w IV wieku Grzegorz z Nazjanzu i Bazyli z Cezarei.
Wśród antynicejczyków pojawiły się trzy zasadnicze stanowiska. W pierwszym, zwanym ariańskim, występowała subordynacjańska teologia, w której osoby (hipostazy) Ojca i Syna są całkowicie oddzielone, a Syn został podporządkowany Ojcu. Skrajni zwolennicy tego stronnictwa głosili, że Syn został stworzony i jest niepodobny do Ojca. Drugie stronnictwo, pojednawcze o niesprecyzowanych poglądach doktrynalnych, odrzucało terminy homoousios (wspólistotny) i hipostaza (osoba). Krytykowało zarówno nicejczyków, jak i arian – uważało, że w wyznaniu wiary należy pominąć kontrowersyjne terminy. Trzecie ze stronnictw antynicejskich, zwane homojuzjanami, twierdziło, że Syn jest podobny (homoiousios) do Ojca, jednakże nie jest identyczny z Ojcem. Stronnictwo to odrzucało, niewystępujący w Biblii termin homoousios, natomiast akceptowało przytaczany w Piśmie Świętym termin hipostaza. Liderami homojuzjan byli Cyryl Jerozolimski i Melecjusz z Antiochii.
W pierwszej fazie kryzysu, trwającej do śmierci Konstantyna w roku 337, we wschodnich prowincjach cesarstwa rozprzestrzeniła się krytyka postanowień z Nicei. Na czele szerokiego stronnictwa antynicejskiego stanął Euzebiusz z Nikomedii. Druga faza kryzysu przypada na rządu cesarza Konstancjusza, aż do jego śmierci w roku 361. Zwolennicy subordynacjonizmu uzyskali w tym okresie przewagę na synodach kościelnych i doprowadzili do wykreślenia spornych sformułowań z wyznania wiary. W trzeciej fazie kryzysu, w latach 361–381, umiarkowani przedstawiciele obu stron konfliktu wypracowali kompromisową formułę, która została zatwierdzona w nowym wyznaniu wiary, przyjętym na soborze w Konstantynopolu.

### Spór wokół interpretacji doktryny nicejskiej
W V wieku problem statusu ontologicznego boskości Chrystusa uważano w Kościołach chrześcijańskich w zasadzie za rozstrzygnięty. Arianizm był już zjawiskiem marginalnym, ograniczonym do ludów germańskich. Postanowienia z Nicei uznano powszechnie za podstawę ortodoksji. Jednak nie zakończyło to sporów dotyczących soboru, które koncentrować się zaczęły wokół interpretacji doktryny nicejskiej. Nowe kontrowersje dotyczyły zwłaszcza dokładnego sprecyzowania zasad relacji między Bogiem Ojcem a Synem Bożym. Problem ten stał się przyczyną napięć oraz polemik wśród filozofów i teologów, a w następnych wiekach doprowadził do podziałów doktrynalnych i organizacyjnych między Kościołami. Podziały te i kontrowersje przetrwały do czasów współczesnych.
Na przełomie IV i V wieku filozofowie łacińscy wypracowali odmienną interpretację doktrynalną zasad relacji między Ojcem a Synem, niż filozofowie greccy. Łacińska interpretacja Nicei, idąc za Augustynem z Hippony, rozważała najpierw naturę bóstwa samą w sobie, a następnie przechodziła do osób działających. Interpretacja grecka, za Grzegorzem z Nazjanzu, rozważała najpierw osoby działające i przez nie szukała natury bóstwa.
Według Grzegorza z Nazjanzu, termin współistotny (homoousios) nie utożsamia Syna z Ojcem na poziomie osobowym, a jedynie na poziomie ousia. Hipostazy Ojca i Syna są całkowicie odrębnymi, osobowymi tożsamościami. Nie można ich w żaden sposób zredukować do jednej osoby abstrakcyjnego Absolutu. Trójca Święta nie jest hipostazą, czy odrębnym bytem. Bóstwo istnieje wyłącznie w oddzielnych osobach (ameristos en memerismenois he theotes). Akcentowanie znaczenia tożsamości poszczególnych osób przejawiło się w nacisku, jaki Grzegorz położył na monarchię Ojca. Jego zdaniem, źródłem boskości jest wyłącznie osoba Ojca. Ojciec jest przyczyną (aitia) i zasadą (arche) boskiej natury Syna. Chrześcijaństwo jest religią monoteistyczną, ponieważ Ojciec jest jeden. A natura Ojca i Syna jest jedna, to jest natura Boża. Jedność stanowi Ojciec – pisał. W ten sposób Grzegorz zachował elementy subordynacjonizmu, twierdząc, że osobowa tożsamość Ojca jest pierwszą przyczyną wszelkiego istnienia i działania.
Tymczasem dla Augustyna chrześcijaństwo jest religią monoteistyczną, ponieważ Bóg jest jeden w Trójcy (trinitatem, qae deus est; et haec trinitas unus est deus). Jest on bytem prostym i niepodzielnym, a hipostazy Ojca i Syna powinny być opisywane za pomocą terminologii wewnętrznych relacji w Bogu. Chociaż bowiem tradycyjnie opisuje się Ojca i Syna jako osoby, to w rzeczywistości są oni realnymi i wiecznymi relacjami wewnątrz jedynego Boga – w tym sensie, że kimkolwiek jest jedna z tych osób, pozostaje w relacji do drugiej (ad aliquid relatio). Można o nich powiedzieć, że zamieszkują się wzajemnie lub tkwią jeden w drugim. Augustyn uważał, że wszelkie elementy subordynacjonizmu powinny zostać bezwzględnie wykluczone z doktryny nicejskiej. Ojciec nie jest w Bóstwie większy od Syna – pisał, ponieważ Ojciec i Syn różnią się między sobą tylko relatywnie.
Spór między przedstawicielami tych dwóch koncepcji zaostrzył się po interpolacji do wyznania wiary słowa filioque. Doszło do tego w VI wieku w Hiszpanii, następnie interpolacja rozpowszechniła się w państwie Franków i w końcu została zaakceptowana przez biskupów Rzymu, prawdopodobnie w roku 1014. Biskup Konstantynopola Focjusz uznał w swojej encyklice tę interpolację za ukoronowanie zła fałszywej interpretacji postanowień soboru nicejskiego. Na synodzie w Konstantynopolu, w roku 880, uroczyście potwierdzono tekst wyznania wiary oraz obłożono klątwą każdego, które by je fałszował bezprawnymi słowami, dodaniem ich czy ujęciem.
Za dysputą nad filioque, a potem ostatecznym zerwaniem doktrynalnym i organizacyjnym między Kościołami Wschodu i Zachodu, kryły się dwie, odmienne interpretacje postanowień soboru nicejskiego. Były to grecka koncepcja personalistyczna, która osobowe objawienie Ojca i Syna uznawała za najistotniejszy punkt doktryny chrześcijańskiej oraz łacińska nauka o Bogu jako prostej esencji, w obrębie której Ojca i Syna można zrozumieć tylko w kategoriach wewnętrznych relacji.

## Znaczenie
Debaty na soborze nicejskim oraz wywołany przez podjęte tam decyzje kryzys doprowadziły do ukształtowania naukowych podstaw doktrynalnych chrześcijaństwa i zarazem przyczyniły się do ich upowszechnienia. Oryginalność dorobku teologicznego i filozoficznego uczonych chrześcijańskich IV wieku jest przez wielu współczesnych badaczy określana jaka zdumiewająca. Ta oryginalność oparta była na swobodzie intelektualnej, z jaką ówcześni teolodzy – zwłaszcza biskupi obecni w Nicei a później tzw. ojcowie kapadoccy – pozostając w ramach nakreślonych przez Biblię i grecką filozofię, przekształcili samo jądro doktryny chrześcijańskiej. Fakt ten nazywany jest niekiedy we współczesnej nauce hellenizacją chrześcijaństwa.
Z perspektywy późniejszych dziejów nauki europejskiej to teologiczne i filozoficzne wyjście poza Biblię i sformułowanie podstaw nauki chrześcijańskiej za pomocą słownictwa oraz twierdzeń zaczerpniętych z nauki greckiej, było zabiegiem kluczowym, gdyż otwierającym nowe perspektywy. Pozwoliło wzbogacić i uczynić subtelną naukę chrześcijańską w takim stopniu, w jakim rygorystyczne trzymanie się Pisma Świętego do tego doprowadzić nie mogło. Nawet XVI-wieczna reformacja, z jej hasłami powrotu do Biblii w celu ożywienia i oczyszczenia wiary, nie odrzuciła decyzji doktrynalnych podjętych na soborze nicejskim.
Nicea wyznaczyła też standard sposobu organizacji, wielkości i geograficznej reprezentatywności ekumenicznych soborów kościelnych aż po czasy nowożytne.
Dla przeciwników decyzji soboru nicejczycy jawili się jako groźni innowatorzy. Wprowadzili bowiem do religii i nauki chrześcijańskiej, w sposób oryginalny i otwarty, elementy greckiej myśli filozoficznej – nadto poparły ich zarówno Kościół, jak i cesarstwo. Jednakże dorobek tych innowatorów stał się jedną z trwałych podstaw nie tylko religii, ale także nauki i kultury europejskiej.